# Catedral de San Antolín de Palencia
La Santa Iglesia Catedral-Basílica de San Antolín, más conocida como catedral de San Antolín, es un templo de culto católico, sede episcopal de la diócesis de Palencia, en la ciudad del mismo nombre, comunidad autónoma de Castilla y León, España. Está dedicada a san Antolín mártir, patrono de Palencia, parte de cuyas reliquias conserva.
Es la tercera catedral más grande de España en cuanto a superficie y con sus 130 metros de longitud, la que tiene la nave central más larga. Es una construcción de grandes proporciones: 130 metros de longitud, con una anchura de 50 metros en el crucero, más otros tantos del claustro y sala capitular; el ábside roza los 42 metros de altura.
Se trata de un edificio de estilo predominantemente gótico, aunque conserva elementos anteriores, de época visigoda y románica, y elementos decorativos renacentistas, barrocos y neoclásicos. La construcción comenzó en el siglo XIV, siendo la única gran catedral castellana iniciada en esa centuria.
El exterior carece de una fachada principal propiamente dicha y se presenta austero y macizo, situación que no refleja la grandeza de su interior, donde pueden verse más de veinte capillas de gran interés artístico e histórico y multitud de obras de arte de todos los estilos.

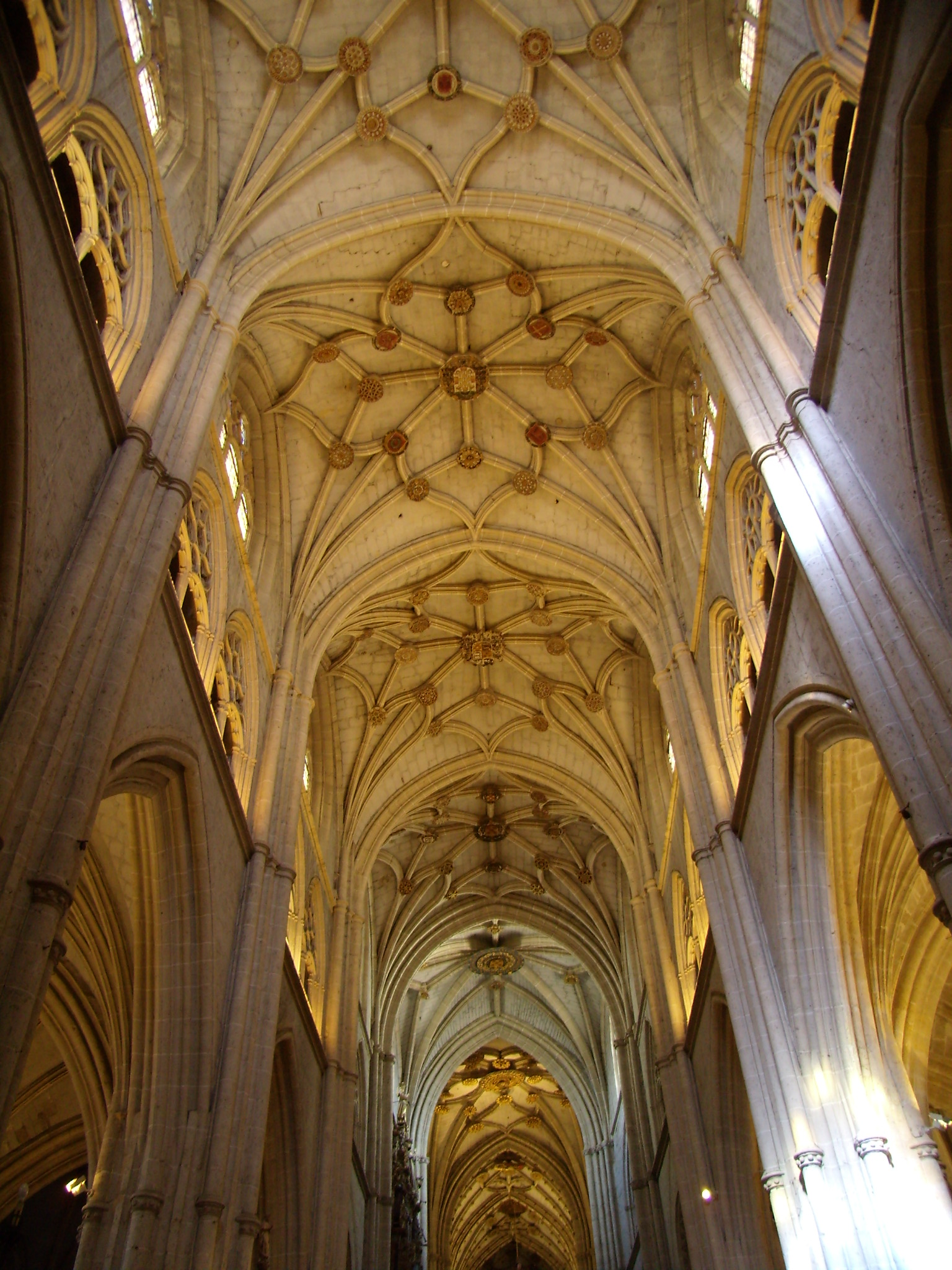
Bóvedas de la nave central

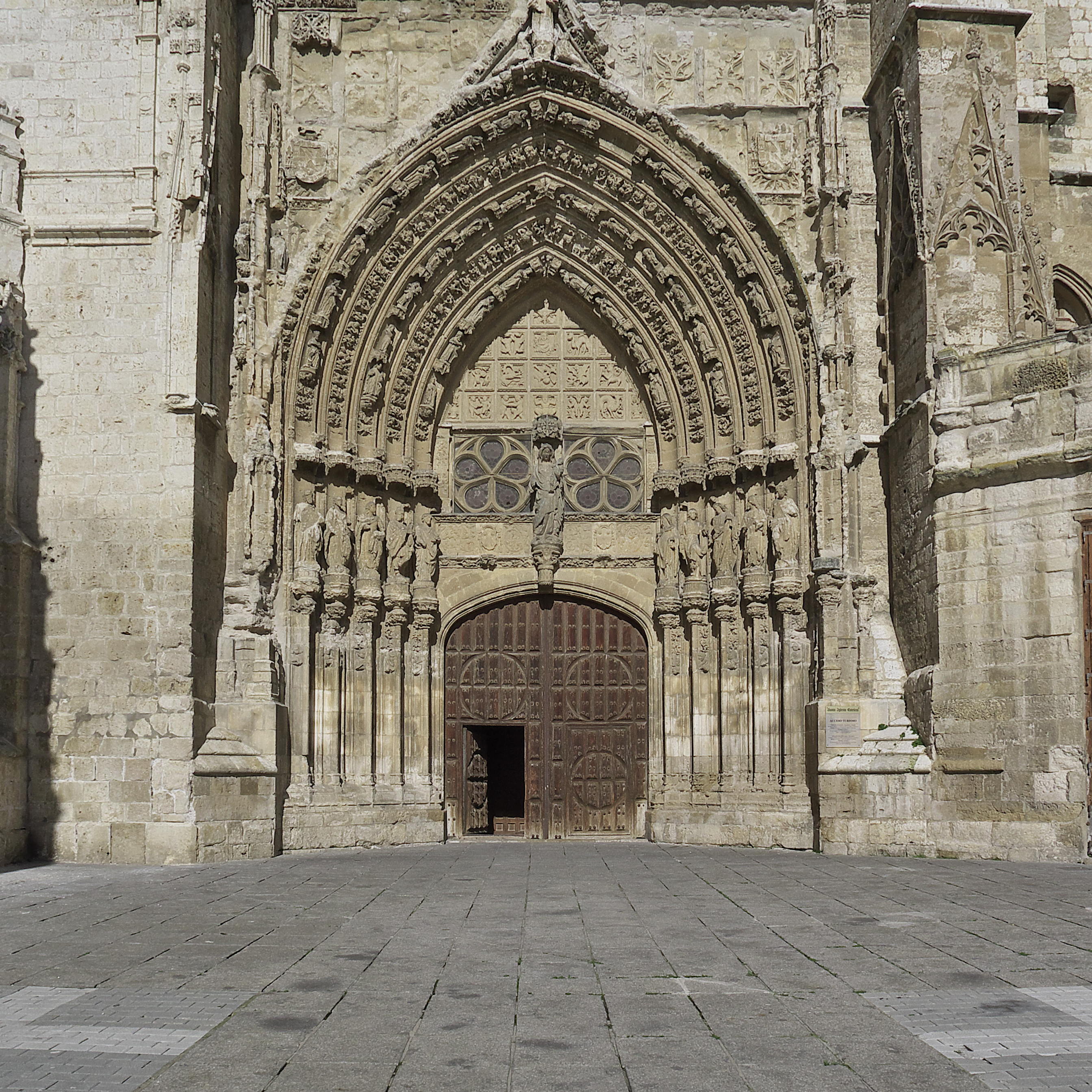
Puerta del Obispo

El elemento más reconocible al exterior es la torre de 55 m de altura, elevada y sobria, algo tosca teniendo en cuenta su pertenencia al estilo Gótico. Estudios recientes y excavaciones demuestran que fue torre de carácter militar en el pasado y tras cumplir esa función se le añadieron pináculos y espadaña como única decoración. La planta de la catedral es de cruz latina y tiene la peculiaridad de contar con un crucero doble, por lo que también dispone de cinco puertas, formando así una planta en forma de cruz patriarcal; esto se debe a que a mitad de la construcción se decidió sustituir el primitivo crucero por un segundo, más monumental. Ambos cruceros solo se marcan en alzado y no sobresalen en planta.
Aunque la construcción de la catedral gótica duró desde el siglo XIV hasta el XVI, en realidad lo que hoy día se observa ha tardado casi catorce siglos en ser levantado, pues la parte más antigua de la Cripta de San Antolín data del siglo VII y hubo importantes obras y reformas en el siglo XX.
La catedral es llamada popularmente La Bella Desconocida. Sin embargo, recientemente desde el Ayuntamiento de Palencia, el cabildo y la Junta de Castilla y León se está promoviendo el proyecto cultural "La Bella Reconocida" para dar a conocer la belleza de esta catedral "desconocida". 
Fue el primer monumento del municipio de Palencia en ser declarado Monumento Nacional, distinción que obtuvo el 3 de noviembre de 1929.

## Orígenes del edificio

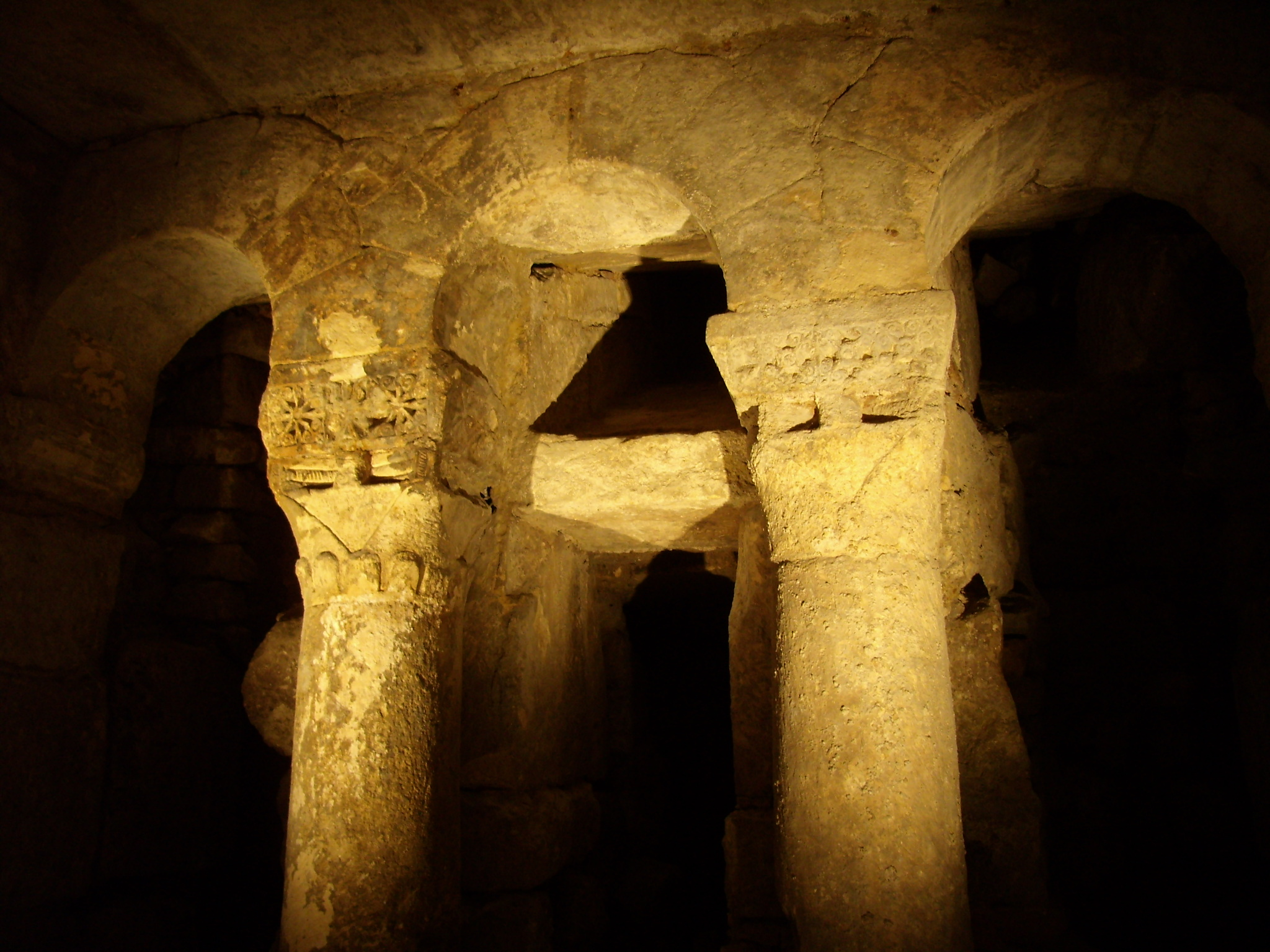
Restos visigodos de la Cripta

En el solar donde ahora se halla la catedral hubo en la Antigüedad un templo de culto pagano. Ese templo se debió sustituir más tarde por otro paleocristiano. De ninguno de los dos queda memoria en el emplazamiento del edificio actual.
El vestigio más antiguo es el fondo de la Cripta de san Antolín, que es el resto de un edificio visigodo de mediados del siglo VII, construido con y sobre restos romanos.
No se sabe con exactitud quién construyó esta parte. Se supone que tal vez se levantó en tiempos del rey Wamba para guardar las reliquias del mártir san Antolín, que según la tradición este rey trajo desde Narbona en el 672, cuando era obispo Ascario.
Tras la dominación musulmana, en tiempos de Sancho III el Mayor se restauró la diócesis palentina en su antigua sede de la ciudad de Palencia. El rey encargó su organización al obispo Ponce (o Poncio) que gobernó desde 1035 a 1037. La diócesis necesitaba una sede, eligiéndose su ubicación en el mismo lugar que ocupaban las ruinas visigóticas, que fueron ampliadas y restauradas. 

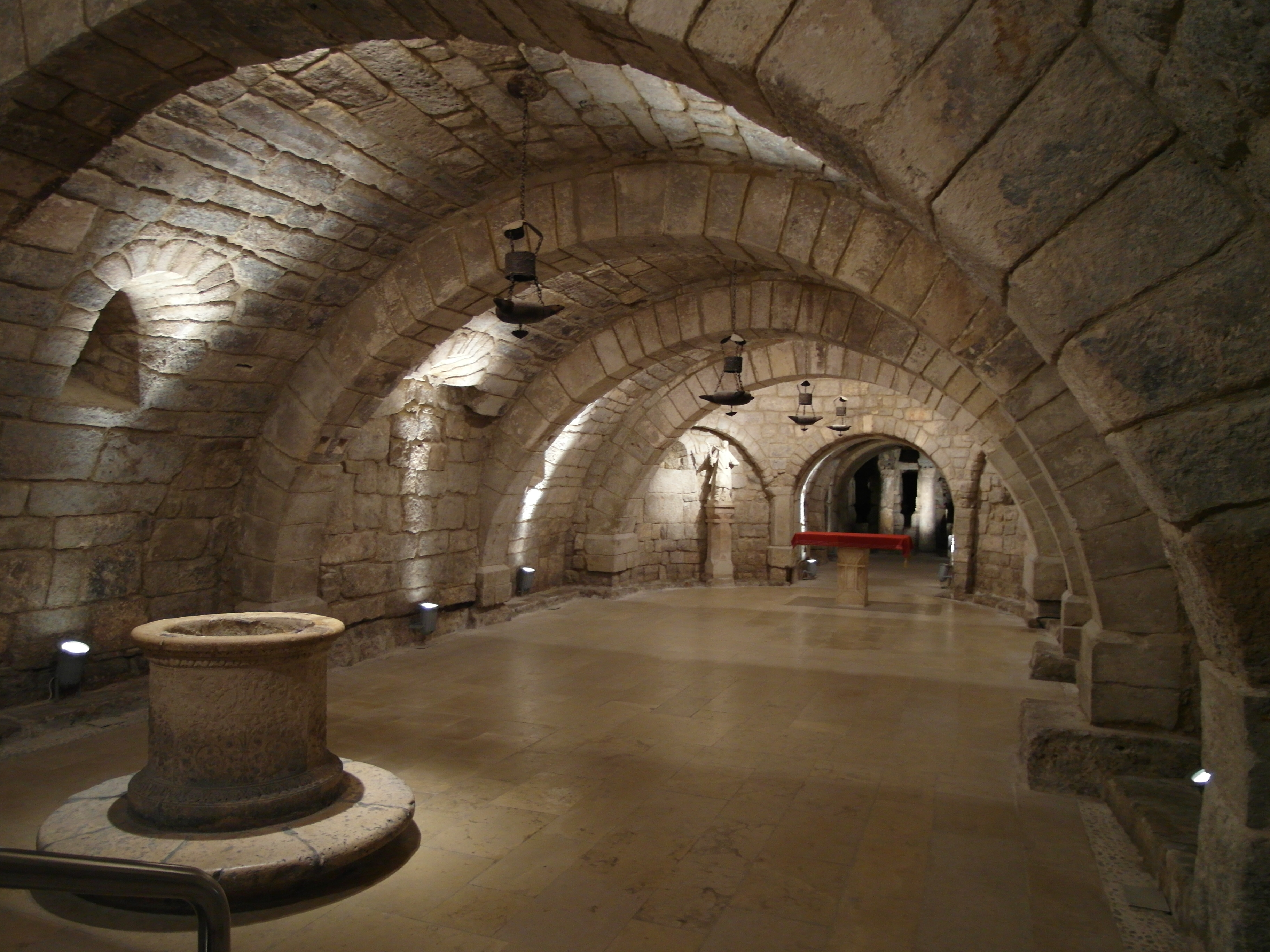
Sección románica de la Cripta de san Antolín

En 1035 y ante la presencia de Sancho el Mayor, de la corte y de varios obispos, se consagró el nuevo edificio, con lo que quedó configurada la Cripta de san Antolín tal y como puede verse en la actualidad.
Años después de esta restauración y probablemente en tiempos del obispo Raimundo (1148-1184), se edificó un nuevo templo en estilo Románico que fue consagrado en 1219, en tiempos del obispo Tello Téllez de Meneses (1208-1247).
En documentos oficiales se denomina a este templo honestissima lapidum domus. Constaba de tres naves, varias capillas, una portada al oeste y una torre. Su cubierta era de madera. Tenía también un claustro y sala capitular. Los restos arquitectónicos que se conservan sirven para determinar su situación y sus dimensiones aproximadas. En la actual capilla mayor se mantienen columnas y capiteles que hacen pensar que aquella zona correspondería al ábside. También se guardan, procedentes de aquella catedral románica, algunos objetos litúrgicos y esculturas en piedra policromada, el sepulcro de doña Urraca (hija de Alfonso VII) y la mesa de altar de piedra que se apoya sobre columnas con capiteles de la capilla del Sagrario. La reja que sirve de puerta a la misma capilla es también románica.

## La catedral gótica (1321-1516)
La catedral románica tuvo un siglo de existencia. Al cabo de esos cien años el obispo Don Gómez, de acuerdo con el cabildo, propuso levantar en el mismo lugar un nuevo edificio, al estilo del momento, el Gótico. Se supone que se tomó esta decisión por el mal estado del edificio románico y por la necesidad de que Palencia tuviera una sede digna del prestigio que había tomado la diócesis.
El 1 de junio de 1321 se colocó la primera piedra ante la presencia del legado pontificio, cardenal Guillaume Pierre Godin, (obispo de Santa Sabina, Italia) y de varios obispos españoles. Ese año era obispo Juan II (1321-1325).
Se desconoce el nombre del autor de las trazas, aunque por su obra se supone que era un maestro-arquitecto español que se inspiró en las catedrales de Burgos y León. Está documentado el primer canónigo obrero o fabriquero, Juan Pérez de Acebes, que era prior de la abadía de Husillos y comendador.
Desde 1321 a 1516 se distinguen tres etapas constructivas:
- La primera se extiende desde 1321 a 1426, en que se comienza la cabecera, con siete capillas absidales y girola. Las obras continuaron lentas a lo largo del siglo XIV.
- La segunda comprende desde 1426 a 1486, cuando se construyen tres tramos de las naves, más la nueva capilla mayor y parte de la torre. Quedaron cerradas las bóvedas de la girola y se construyeron los dobles arbotantes y el triforio. A finales de este siglo se cambiaron los planes que se tenían desde el principio con respecto a la longitud del templo, con el proyecto de ampliarla un tramo más. Estos cambios se efectuarán en el siglo siguiente. Existe una bula de Inocencio VIII a fecha de 1486 que expresa que en esta fecha se hallaba todavía a la mitad de su construcción y descubierta casi toda, lo que puede llevar a pensar que la catedral románica no desapareció de una vez, sino que se fue derribando según avanzaban las obras.[9]
- La tercera etapa va desde 1486 a 1516, bajo el mandato de los obispos fray Alonso de Burgos, fray Diego de Deza y Juan Rodríguez de Fonseca, con los arquitectos Bartolomé y Martín Solórzano, Juan de Ruesga, Juan Gil de Hontañón y Pascual de Jaén, que puso la última piedra cerrando las bóvedas de los pies. Fue la etapa más activa: se realizaron los cinco restantes tramos de las naves más el crucero, el claustro y la sala capitular.[10]

### Maestros constructores, obispos y mecenas
Entre 1397 y 1415 las obras de la catedral recibieron un gran impulso bajo el obispado de Sancho de Rojas. Es cuando se termina la capilla mayor cerrando sus bóvedas y se procede a su decoración, sufragada por este obispo. A este le sucedieron en el episcopado Gutierre Álvarez de Toledo, desde 1426 a 1439 y Pedro de Castilla Eril desde 1440 a 1461. Durante el mandato de estos dos obispos tiene lugar la segunda etapa de construcción de que se ha tratado en la sección anterior.
Con Gutierre Álvarez, dirige las obras como maestro mayor Isambart (llamado también Ysambert o Isabrante). Este obispo se ocupó de que las obras no decayeran y a tal efecto aprobó la creación de la Cofradía de san Antolín en 1432, de la que se recibirían donaciones importantes. 

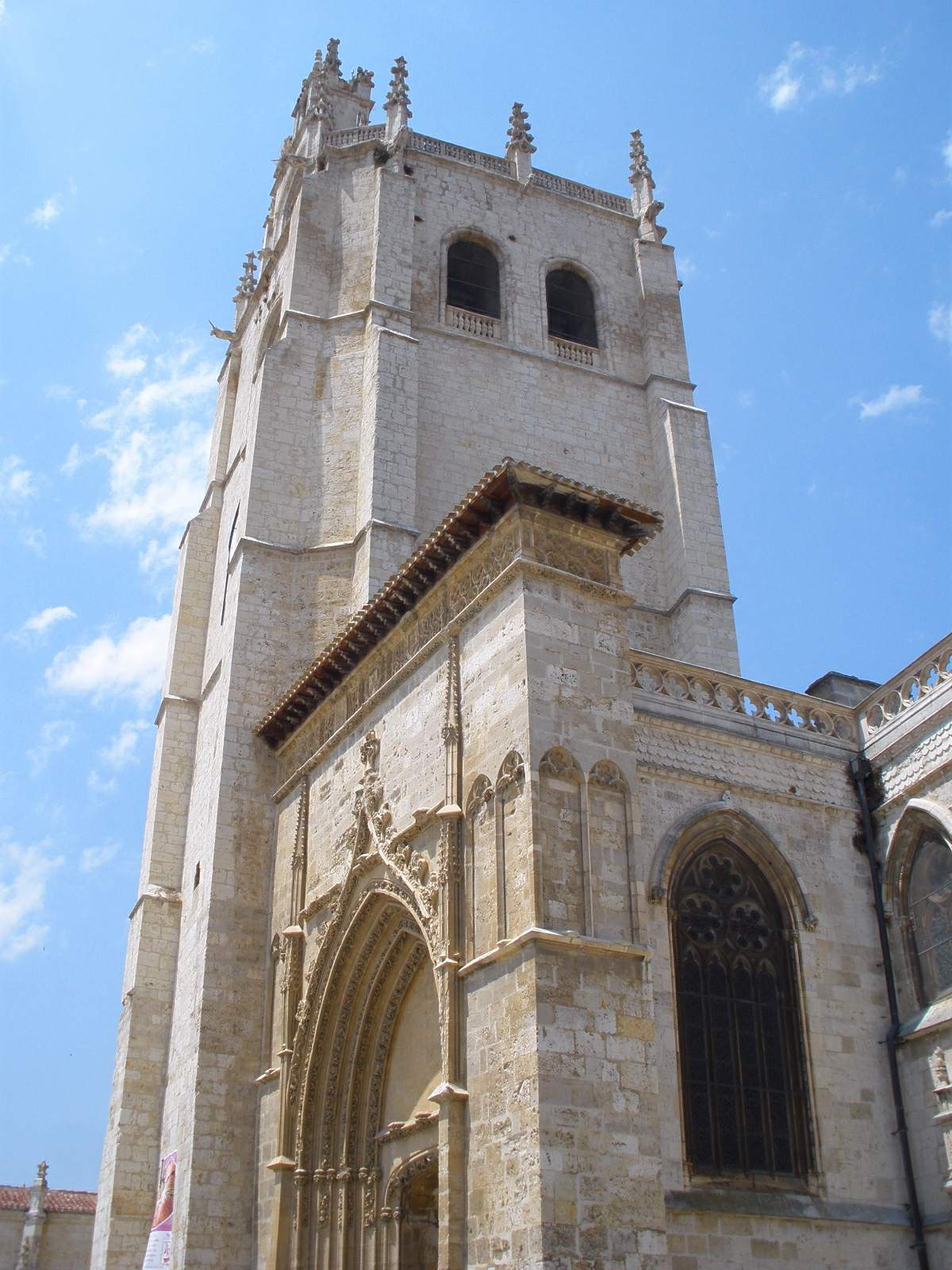
Torre y puerta de los Novios

Su sucesor, Pedro de Castilla, consiguió que se acelerase el ritmo de las obras. Bajo la dirección del maestro mayor Gómez Díaz se construyó la parte que comprendía desde la capilla mayor ya terminada hasta el crucero. Con esta ampliación se hizo realidad el proyecto de agrandar el espacio, cuyas proporciones iban a ser menores en un principio. De esta manera quedó la catedral diseñada con dos cruceros, el auténtico y más ancho que se sitúa entre la actual capilla mayor y el coro, y el falso crucero, más estrecho, que se extiende a continuación de lo que fue capilla mayor (hoy capilla del Sagrario).
Entre 1461 y 1469 tiene lugar el obispado de Gutierre de la Cueva. El maestro de obras sigue siendo Gómez Díaz que vuelve a edificar y termina la torre. A su muerte es contratado Bartolomé Solórzano, que será maestro mayor hasta comienzos del siglo XVI (1504) haciendo los planos y dirigiendo numerosas obras de ampliación durante los obispados de Diego Hurtado de Mendoza (1473-1485), fray Alonso de Burgos (1486-1499) y fray Diego de Deza Tavera (1500-1505). Estos dos últimos obispos dominicos fueron grandes impulsores y entusiastas y consiguieron un gran avance en la edificación de la catedral.
Con fray Alonso de Burgos comienza la tercera y última etapa del Gótico. Era un hombre inquieto, con grandes recursos para aportar soluciones y buscar medios para conseguir la culminación de las obras. Su mejor gestión fue conseguir del Papa el permiso para que el Cabildo de la catedral de Palencia pudiera destinar durante 35 años unas determinadas rentas con destino a las obras de la fábrica. Además legó millones de maravedíes para la catedral en general y para el comienzo de la construcción del claustro. Bajo su mandato se terminó el crucero (1497) y se dio un gran avance al siguiente tramo, avance que llegó casi hasta los pies del templo.
El otro gran obispo dominico, Diego de Deza, contrató al maestro Martín Ruiz de Solórzano para la culminación del edificio; pero en 1505 el obispo es trasladado a Sevilla y el maestro Martín muere.

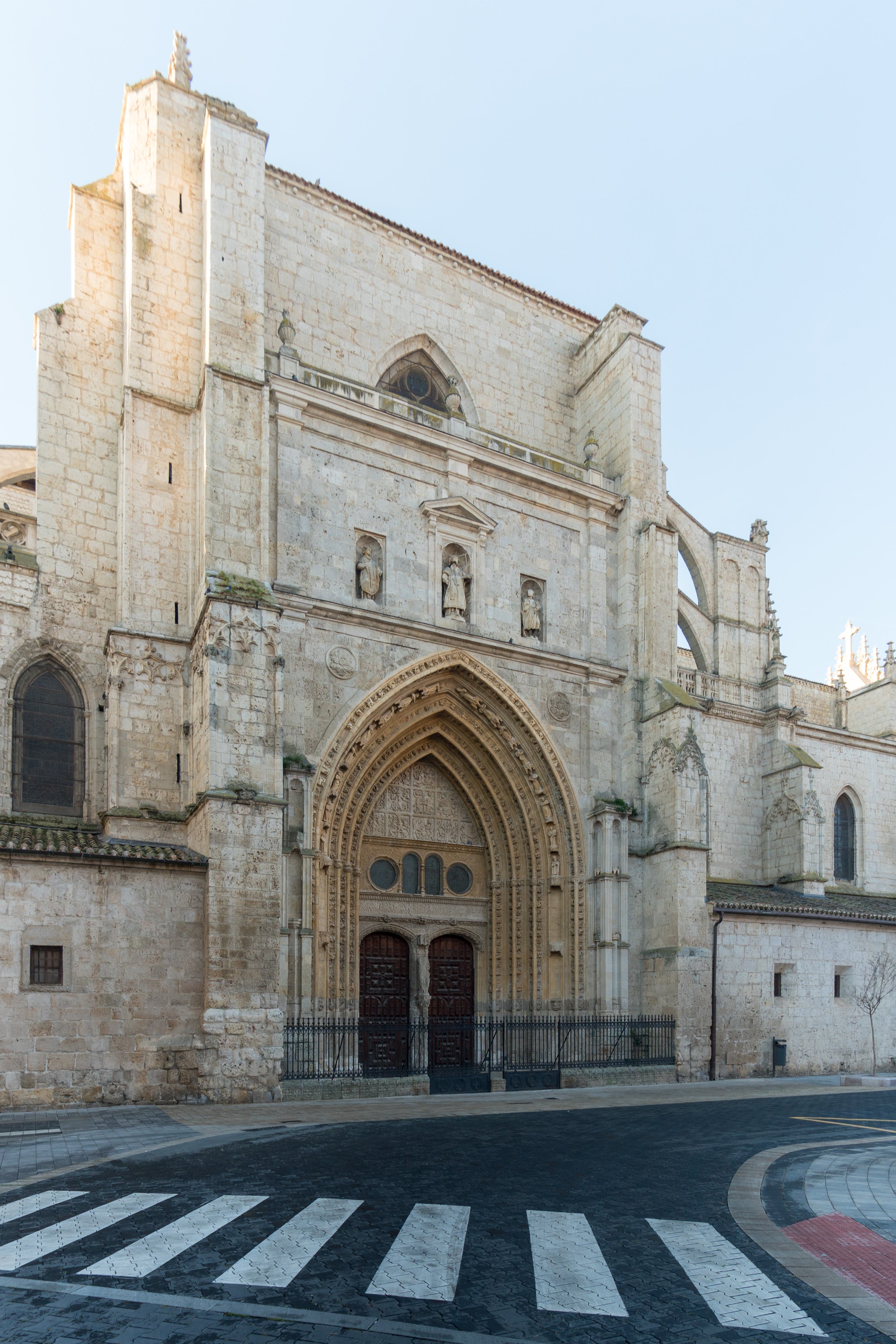
Fachada de San Juan y portada de los Reyes

Otro gran adelanto tuvo lugar gracias a Inés de Osorio, noble dama palentina que murió viuda y sin descendencia y dejó en su testamento una importante suma con la que se pudo finalizar las bóvedas del crucero y avanzar en otros espacios. Esta señora está enterrada en el lateral de la actual capilla del Sagrario, en un notable sepulcro, obra de Alonso de Portillo.
El siguiente obispo fue Juan Rodríguez de Fonseca, cuyo mandato duró casi 10 años, de 1505 a 1514. Fue un gran mecenas. Contrató al maestro constructor Juan de Ruesga, que se ocupó de las obras pendientes, y al maestro Juan Gil de Hontañón para la culminación del claustro. Antes de que los trabajos se terminaran, el Obispo fue trasladado a Burgos, así que el final de estos trabajos tuvo lugar bajo el episcopado de Juan Fernández de Velasco, desde 1514 a 1520, con el cierre de las bóvedas del claustro, sala capitular y otras del templo que aún quedaban, cuya última piedra fue colocada en 1516 por el maestro Juan de Jaén. Con esto se da por terminada la catedral gótica. Fonseca sufragó, además, el trascoro, la remodelación de la escalera de acceso a la cripta, y regaló una rica serie de tapices.

### Obras hasta elsigloXX
Durante los siglos siguientes tuvieron lugar una serie de obras destinadas fundamentalmente a amueblar y embellecer el templo.
En el Renacimiento, los hermanos Corral de Villalpando decoran algunas capillas y bóvedas, destacando las filigranas que embellecen las claves de las bóvedas de la capilla mayor. Durante los siguientes siglos, se decoran y alhajan las capillas y diversos espacios del templo. El claustro bajo se reformó en el siglo XIX bajo el mandato del obispo Mollinedo y de 1884 a 1901 se producen restauraciones de varias capillas. Los arquitectos Ángel Cadano, M. González Rojas y Juan Agapito y Revilla restauran los arbotantes de la cabecera.
En el siglo XX tuvieron lugar obras en las cubiertas y crestería, siendo su arquitecto Jerónimo Arroyo. Fernando Chueca Goitia diseñó la portada de la fachada oeste, y a partir de 1998, se limpiaron y restauraron la torre, el ábside y las portadas, y se acondicionaron las cubiertas, con vistas a albergar la séptima exposición de Las Edades del Hombre que, con el título de Memorias y Esplendores, tuvo lugar en 1999, con gran afluencia de público.

### SigloXXI

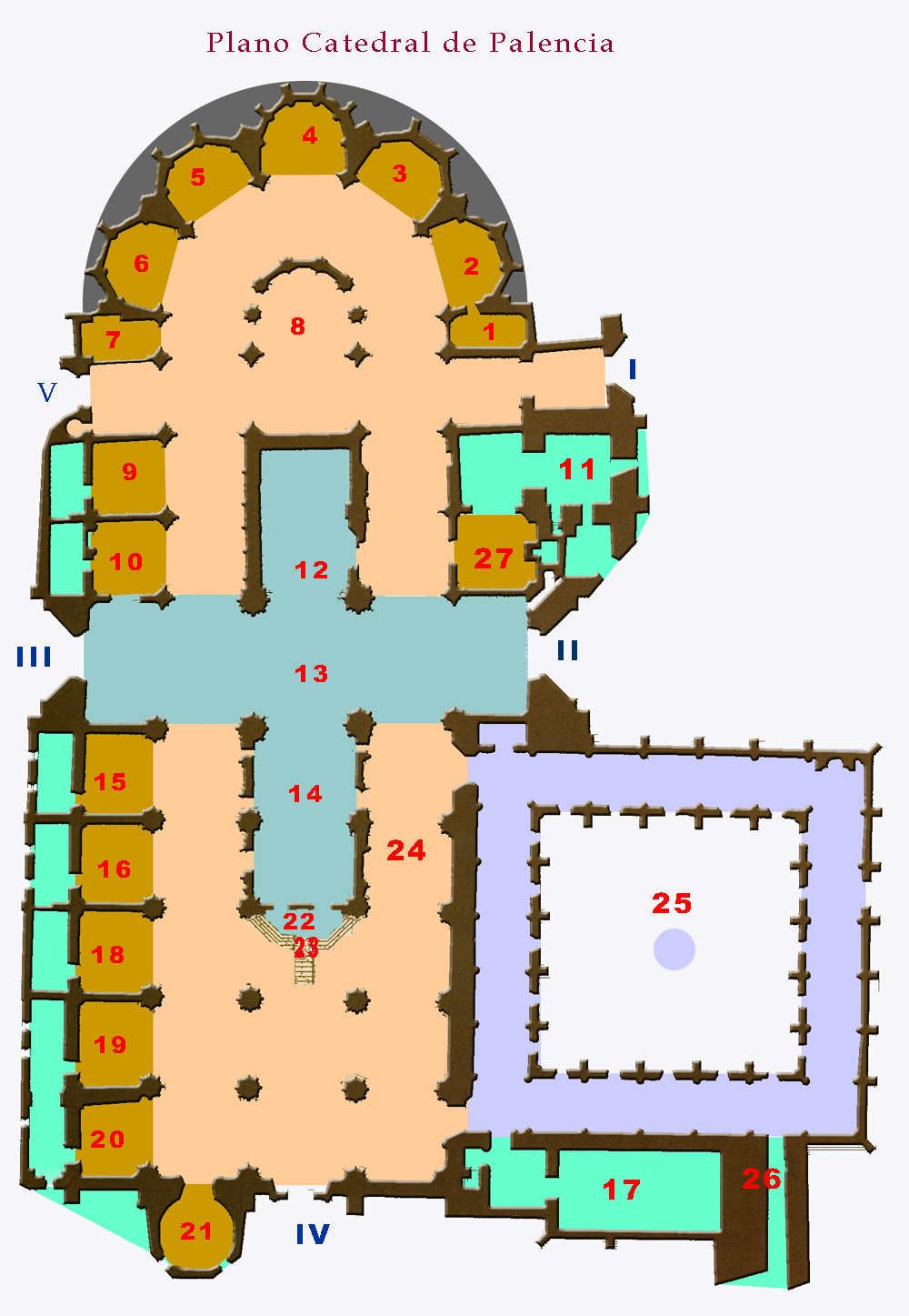
Plano de la catedral. A la izquierda en verde pueden verse los espacios correspondientes a las sacristías de las capillas. En el centro está configurada una perfecta cruz griega, con la capilla mayor y el coro. Los dos cruceros forman una cruz patriarcal

Durante los primeros años del siglo, las labores fundamentales se han centrado en la restauración, limpieza y conservación de diversos espacios de la catedral. Entre los trabajos más destacados, están:
- La restauración de la fachada septentrional y girola.
- La restauración de la capilla de los Reyes.
- La restauración de la mitad oriental de la fachada meridional (hasta la Puerta de los Reyes). Años después se restauraría el resto de la fachada.
- La restauración de la antigua capilla del Monumento.
- Nueva iluminación.
- Reposición de la vidriera central de la fachada occidental u oeste.
- La más importante de las obras del siglo XXI ha sido, probablemente, la restauración del claustro. Se abrieron de nuevo los arcos (que habían sido cegados en el siglo XVIII), mejorando con ello las trazas de su estilo Gótico, se restauran las bóvedas, paredes y suelos y se abrieron al público espacios antes clausurados.

En febrero de 2014 se ultimó la instalación de un complejo equipo de sensores que controlan diversos parámetros, como la humedad, temperatura, presencia de insectos, etc., de gran utilidad de cara a la mejor conservación de la seo palentina. Estos trabajos fueron realizados en colaboración con la Fundación Santa María la Real de Aguilar de Campoo.

## Exterior de la catedral
El exterior de la catedral se caracteriza por su sobriedad y desnudez, solo rota por la riqueza de algunas de las portadas y el dinámico juego volumétrico del ábside. Las cinco puertas se distribuyen en las tres fachadas, y en el lado sur se alza la torre, de aspecto militar, entre dos de estas puertas. Desde el ingreso del crucero hasta los pies del edificio, la presencia del claustro ofrece al exterior una alta pared lisa con un solo vano como decoración externa.

### Fachada occidental

Fachada occidental de San Antolín

Orientada hacia la orilla del río Carrión, en la Plaza de san Antolín, tiene anexa la Capilla del monumento (siglo XVIII) que sobresale notablemente de la fachada. Presenta planta octagonal con vanos de medio punto y cubierta de chapitel en forma de cúpula.
La parte alta de la fachada occidental se cierra con un frontón en cuyo centro se abre un clásico rosetón gótico. Este frontón equilátero está decorado con pináculos y crestería y remata su vértice una cruz con el anagrama JHS. Dos gruesos contrafuertes recorren los laterales de la pared; entre ellos se abre una vidriera de colores azulados que representa la Anunciación. A pesar de su modernidad (data del año 2005) no rompe el estilo gótico de la catedral; este ventanal fue colocado para sustituir a una vieja vidriera en mal estado.
El acceso es una puerta sencilla, en forma de edículo de estilo clasicista, obra moderna de Fernando Chueca Goitia; recibe el nombre de puerta de San Antolín o de los Descalzos. Anexas a un lado de la fachada se encuentran la antesala y sala capitular (que guardan el tesoro del Museo catedralicio); sus muros exteriores están surcados de ventanales y contrafuertes que terminan en pináculos. Otro espacio colindante alberga la biblioteca de la catedral.
La última reconstrucción de los remates en esta fachada, según las trazas primigenias, ha recuperado las pendientes originales de las cubiertas laterales, de modo que vuelven a verter las aguas de lluvia hacia sus lados, resolviendo el problema de la humedad.

### Fachada septentrional

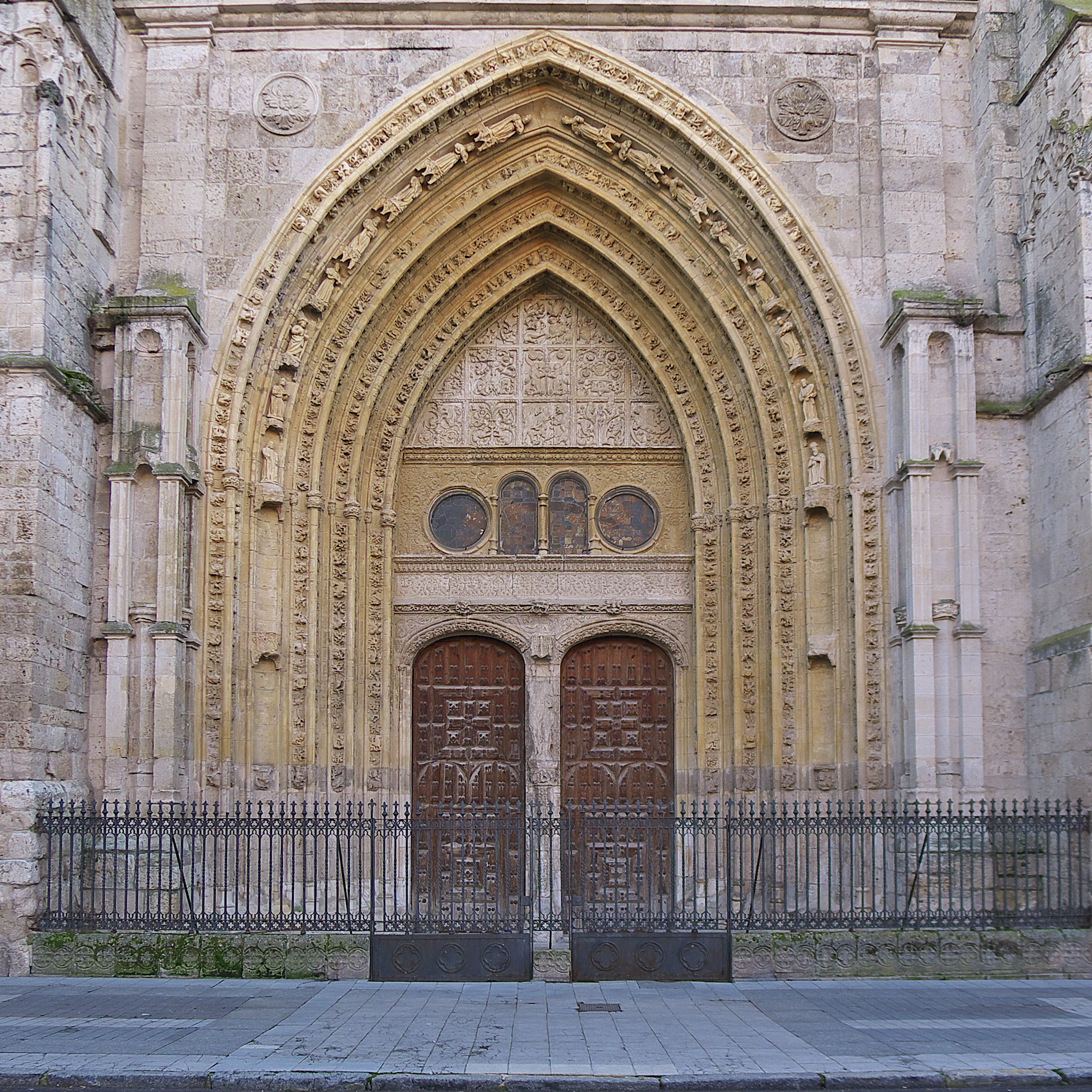
Puerta de los Reyes

Está orientada hacia la Plaza de Cervantes. La fachada es casi lisa, interrumpida solo por dos puertas, correspondientes al crucero y falso crucero. A lo largo de este muro se encuentran trasdosadas las sacristías que corresponden a las sucesivas capillas de la nave del Evangelio, lo que proporciona a la catedral tres alturas en este lado.
A la izquierda, junto a la cabecera, se encuentra la Puerta de los canónigos. Hubo un tiempo en que se la llamó Puerta nueva por ser la última en construirse, sin contar con la anteriormente descrita de los pies del templo. En las actas capitulares se dice que fue construida en 1762. Consiste en un sencillo arco rebajado y sin ornamentación que da entrada al falso crucero. Frente a esta puerta se halla el Hospital de San Antolín y San Bernabé, cuya administración depende del Cabildo desde el siglo XII.
Hacia la derecha se encuentra el crucero principal, y en su parte baja la Puerta de los Reyes o de San Juan, muy decorada en estilo flamígero, aunque en parte degradada por la erosión al estar expuesta al lado norte del edificio. Encima de esta gran portada, tres imágenes de santos (en el centro el patrón de Palencia, san Antolín, y en los laterales sus compañeros de martirio, Juan y Almaquio). En el mainel y sobre una pilastra está la estatua de san Juan Bautista, deteriorada, que da su segundo nombre a la puerta. Es la única puerta de Palencia que posee un parteluz. Hoy en día esta puerta ha quedado cerrada al colocarse un altar en el interior de la catedral que se utiliza en las grandes ceremonias como las misas del Domingo de Ramos o del Corpus Christi.

### Cabecera

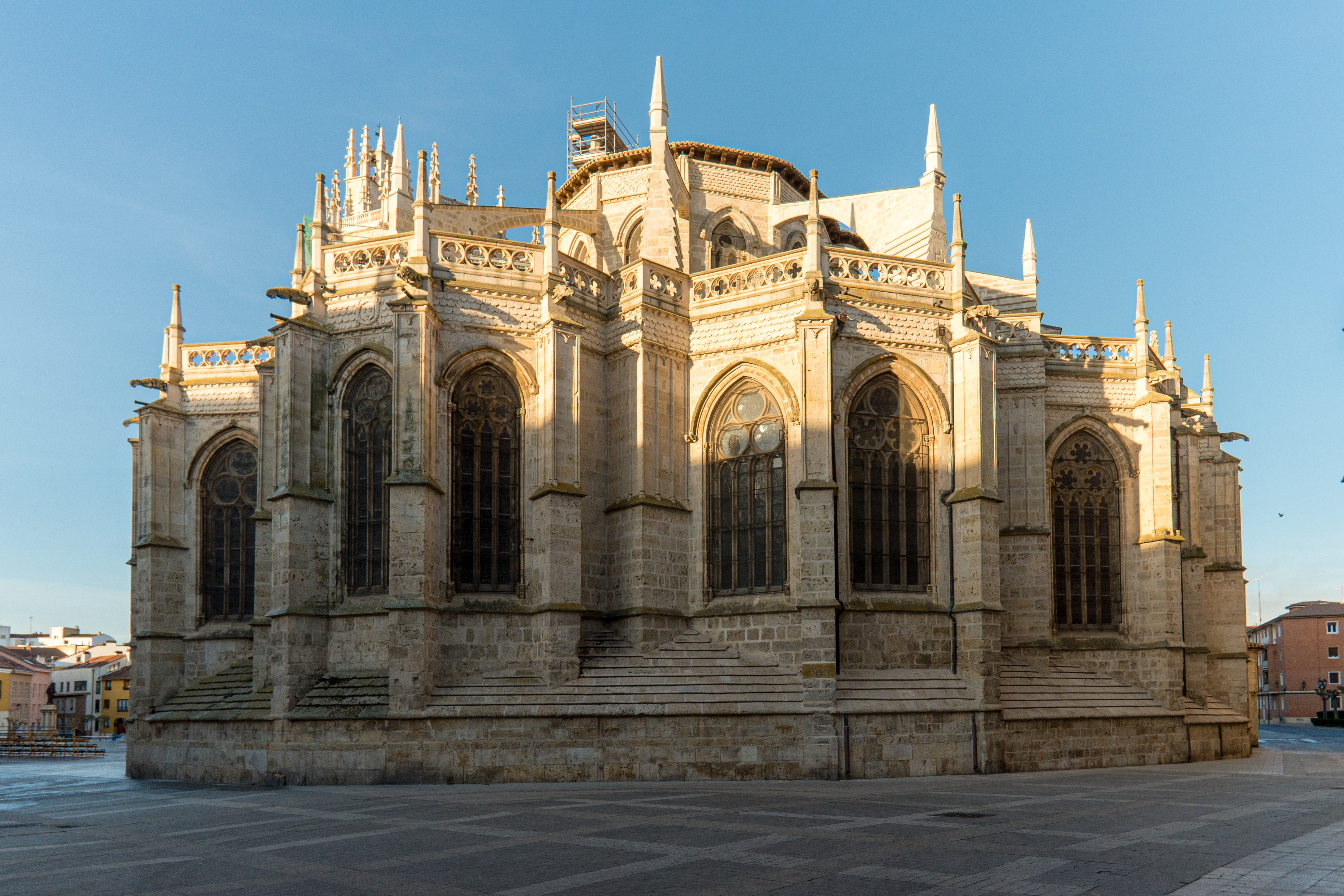
Ábside de la catedral

La parte más antigua de la catedral es la cabecera, que sigue los patrones del estilo Gótico clásico. La forma un ábside poligonal con absidiolos rasgados por grandes ventanales, que recuerda al de la catedral de León, aunque con una concepción aún más monumental si cabe. El juego de volúmenes y luces se enriquece con una minuciosa decoración de molduras, frisos de escamas, pináculos y tracerías. Entre los pináculos surgen extrañas gárgolas; se basan, como fuera costumbre en el Gótico, en temas relacionados con la muerte, el infierno y seres fantasmagóricos. Llama la atención la Gárgola del fotógrafo, un añadido del siglo XIX del arquitecto Jerónimo Arroyo; se trata de una curiosa imagen anacrónica muy popular entre los palentinos, representando a un amigo del arquitecto portando una cámara fotográfica.

### Fachada meridional
Se aprecia aquí una evolución de estilos decorativos, desde el gótico clásico de la girola pasando por el flamígero de las puertas y el renacentista del centro de la nave hasta el neoclásico del oeste, aunque guardando gran unidad todo el conjunto. Este lado se abre a la extensa Plaza de la Inmaculada, y el edificio muestra dos portadas, la torre y el muro correspondiente al claustro.

Detalle del tímpano y las arquivoltas de la puerta del Obispo

Desde el ábside, la primera portada que aparece es la llamada del Salvador, o más usualmente, de los Novios, con decoración sencilla, gótica, realizada en tiempos de los obispos Hurtado de Mendoza y Burgos, cuyos escudos pueden verse en el friso que está bajo la cornisa. El escudo del medio es el del cabildo. La puerta se compone de tres arquivoltas apuntadas, adornadas con elementos vegetales y follaje. Llama la atención el tímpano que, desprovisto de toda ornamentación, flanquea el portón.

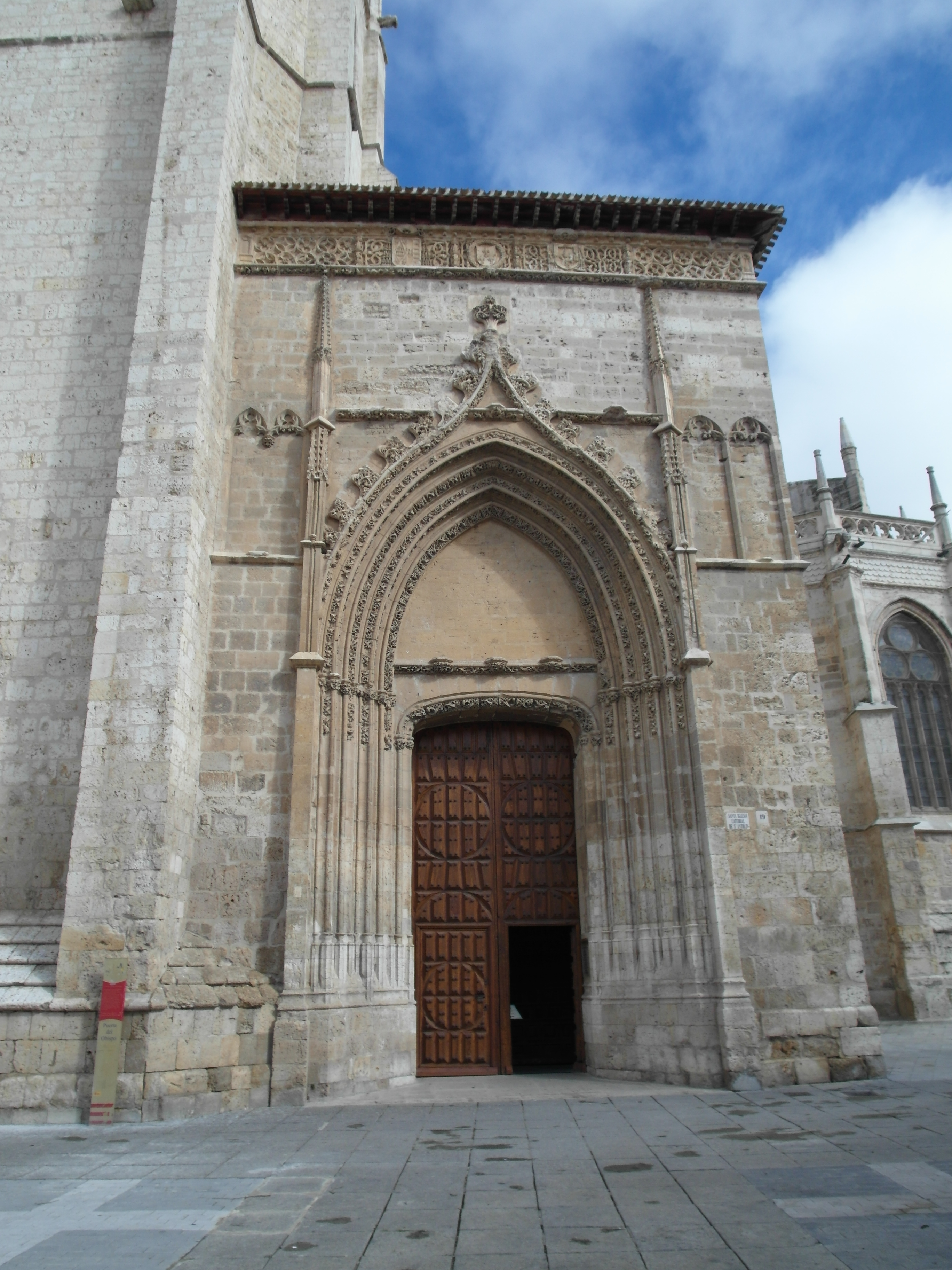
Puerta de los Novios

A continuación se levanta la torre catedralicia, una construcción militar prismática, muy sobria, con un hueco para la esfera del reloj y sencillos ventanales de medio punto en el cuerpo superior, culminando con dos arcos que se conforman como espadaña, uno grande y de medio punto sobre el que se asienta otro con arquitrabe, todo coronado con grandes pináculos. El primer cuerpo se cierra con bóveda de cañón apuntada, remodelada en el siglo XV.
A la izquierda, se encuentra la puerta más grande y decorada del templo: la del Obispo o de Santa María (siglos XV-XVI), en la actualidad bastante deteriorada por la erosión. Se comenzó en tiempos del obispo Hurtado de Mendoza; su decoración es algo más tardía, en tiempos del obispo fray Antonio de Burgos, y se terminó con Rodríguez de Fonseca. Consiste en un arco de medio punto rebajado, con cinco arquivoltas en forma de arco apuntado, y un guardapolvo muy decorado; las arquivoltas aparecen adornadas con motivos vegetales e historiados, y se apoyan en columnas, coronadas por apóstoles esculpidos en el siglo XVII; en el centro de la portada encontramos una bella imagen de la Virgen María, gótica, rodeada por dos vidrieras en forma de flor; el tímpano se enriquece con un conjunto de finos relieves con formas agrutescadas de sabor renacentista.
Por último y más a la izquierda se encuentra la pared exterior del claustro, animada por contrafuertes coronados por pináculos. El claustro posee una única puerta al exterior, cerrada con una verja de hierro. Sobre el claustro se aprecia el exterior de la unión de las naves con el crucero, con sus típicos arbotantes y vidrieras.

## Interior de la catedral
Si el exterior de la catedral se caracteriza por la sobriedad de sus formas, el interior desprende la imagen contraria. El estilo gótico se repite en todo el templo con variantes flamígeras, así como decoraciones renacentistas, platerescas y barrocas, estas últimas patentes en la gran cantidad de retablos, cuadros y tallas que encierran los muros de la seo. 

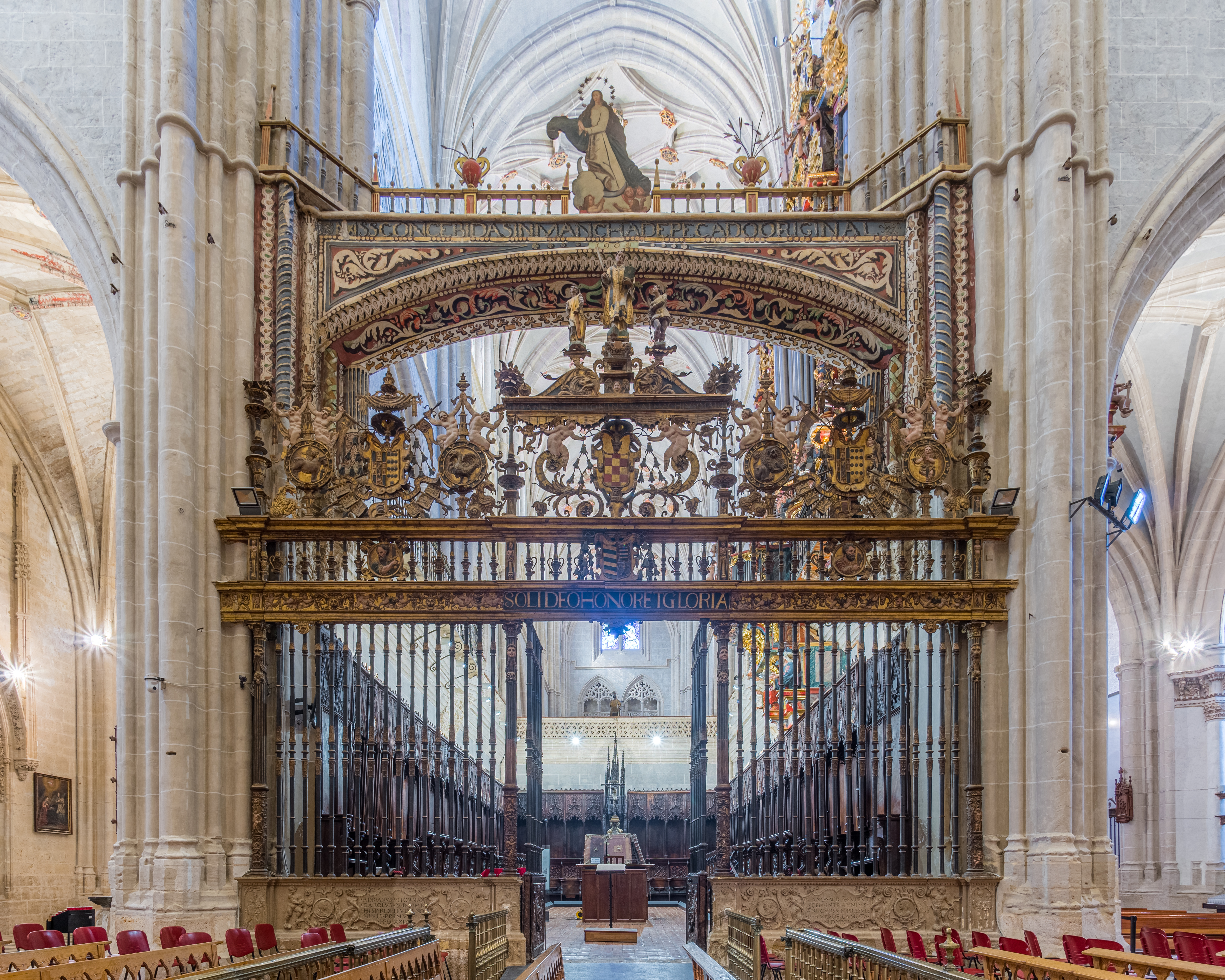
Reja del coro

La planta está dividida en tres naves de nueve tramos, incluido el que corresponde al falso crucero, que une el resto de los tramos con la girola. Las naves están separadas por pilares fasciculados sobre los que descansan los arcos apuntados y las bóvedas de crucería, características del Gótico. La estructura de estas bóvedas se va complicando desde la cabecera hacia los pies, testimonio de cómo iba avanzando las obras de construcción; así, los sencillos diseños de las bóvedas de los absidiolos y zonas adyacentes, que fue lo primero en ser construido, se van convirtiendo en bóvedas de crucería sexpartita y combadas a partir del crucero. El crucero mayor está situado en el sexto tramo, entre el coro y la capilla mayor, que se encuentra en la nave central ocupando los siguientes dos tramos. La catedral dispone de un auténtico triforio practicable, aunque ciego al exterior. Recorre la nave central, el crucero y la cabecera, y se cierra con magníficas tracerías caladas.
La Cripta de san Antolín es un espacio muy importante dentro del edificio, tanto por el valor histórico como por su arquitectura que representa la época visigoda y protorrománica. Se encuentra en un nivel inferior en la nave central y se accede a él por una escalinata situada a los pies de las gradas del trascoro.
Las bóvedas que cierran el espacio están muy decoradas y se elevan hasta más de 30 metros de altura.
De las vidrieras góticas y renacentistas que cerraban los ventanales son pocas las que han llegado a nuestros días. La mayoría de las existentes son de los siglos XIX y XX, como las que decoran las capillas del ábside, debidas a la Casa Rigalt y Cía., de estilo neogótico. No obstante, se sabe que trabajaron en la catedral de Palencia los mejores maestros vidrieros del momento de construcción del templo, como Arnao de Flandes o Juan de Valdivieso, los cuales se habían comprometido en el año 1503 a confeccionar las vidrieras del crucero. Tales obras se creían del todo perdidas, hasta que en el año 1997 se descubrió, bajo los vanos cegados con yeso de un ventanal de la nave, una vidriera completa original, en relativo buen estado. Una vez restaurada, se atribuyó su autoría a Arnao de Flandes, en estilo renacentista con algunos recuerdos gotizantes. La vidriera completa muestra a varios apóstoles y patriarcas bíblicos como prefiguración de Cristo, que aparece en el alveolo superior en una bellísima imagen. Este vitral se conserva y exhibe ahora, fragmentado, en el claustro.

### Nave del evangelio

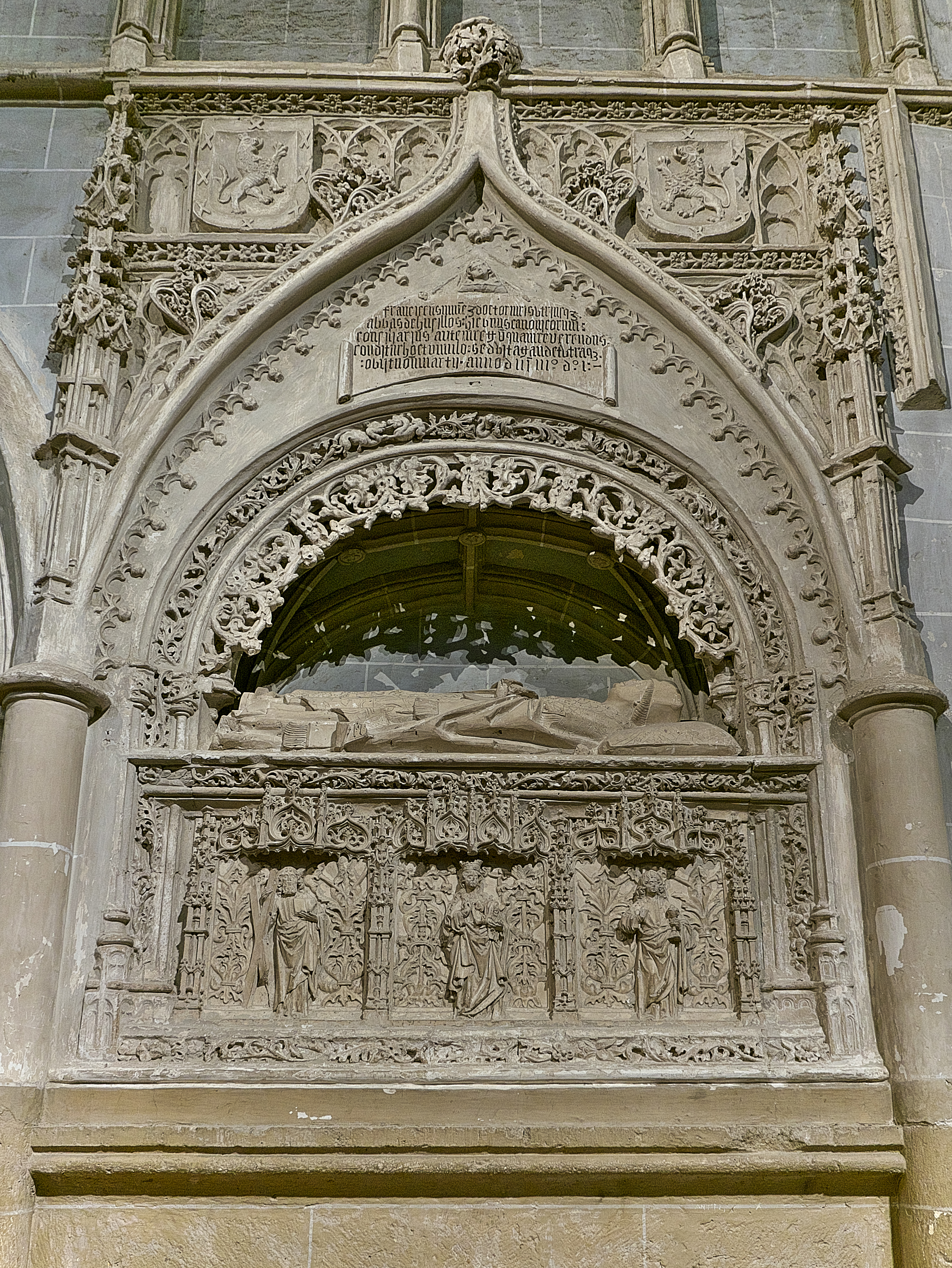
Sepulcro del Abad de Husillos

En el primer tramo del muro exterior del lado del Evangelio de la capilla mayor de la catedral se encuentra el sepulcro del deán Rodrigo Enríquez, que falleció en 1465 y era hijo del almirante de Castilla Alfonso Enríquez de Castilla y bisnieto del rey Alfonso XI de Castilla. Y el otro arco cobija un pequeño retablo dorado y policromado, con figuras en grisalla sobre oro, enmarcando una pintura sobre tabla representando La Aparición de Jesús Resucitado a su Madre, atribuida por unos a Alonso Berruguete y por otros a Juan de Villoldo. A su lado, una escultura en piedra policromada del siglo XVI representa a san Juan Evangelista.
En el segundo paño destaca el sepulcro del Abad de Husillos Francisco Núñez, obra del escultor Alejo de Vahía y realizado en 1501.
El arco contiguo enmarca el retablo de Santa Apolonia, obra de Manuel Álvarez, de 1556. La escultura de la santa titular es una talla de piedra policromada del siglo XV, atribuida al escultor Alonso de Portillo. A su lado hay una escultura de san Juan Bautista, en piedra policromada del siglo XVI.
Las paredes exteriores del coro se corresponden con sus tramos cuarto y quinto y fueron construidas a costa del obispo Juan Rodríguez de Fonseca.
Dos pequeñas puertas de entrada al coro y al corredor alto, talladas en madera de nogal, se sitúan a ambos lados del altar del Cristo. Fueron hechas por Pedro de Guadalupe entre los años 1513 y 1519 y muestran los escudos del cabildo y de Fonseca y las cabezas de los apóstoles Pedro y Pablo en bajorrelieve. En el retablo pétreo de este tramo se encuentra el Cristo de las Batallas, imagen muy venerada en la ciudad, ante la que se encomendaban los soldados al partir a la guerra. Es una talla gótica de gran calidad e impactante patetismo, acentuado por la policromía.
El segundo tramo, de líneas y decoración plateresca, lleva en el centro un pequeño altar dedicado al Salvador, en arco de medio punto, cobijando en él la excelente figura del titular. Esta escultura, tallada en madera de nogal, dorada y policromada, fue realizada por Felipe Bigarny para ser colocada en al altar mayor. La posterior decisión del Cabildo, situando en el centro del retablo mayor la imagen de san Antolín, hizo que se ubicara definitivamente aquí.
La traza o diseño de este paño se atribuye a Diego de Siloé y se decora además con ocho esculturas en piedra policromada, representando a santos, reyes y fundadores, realizadas en torno al año 1500.

### Nave de la epístola

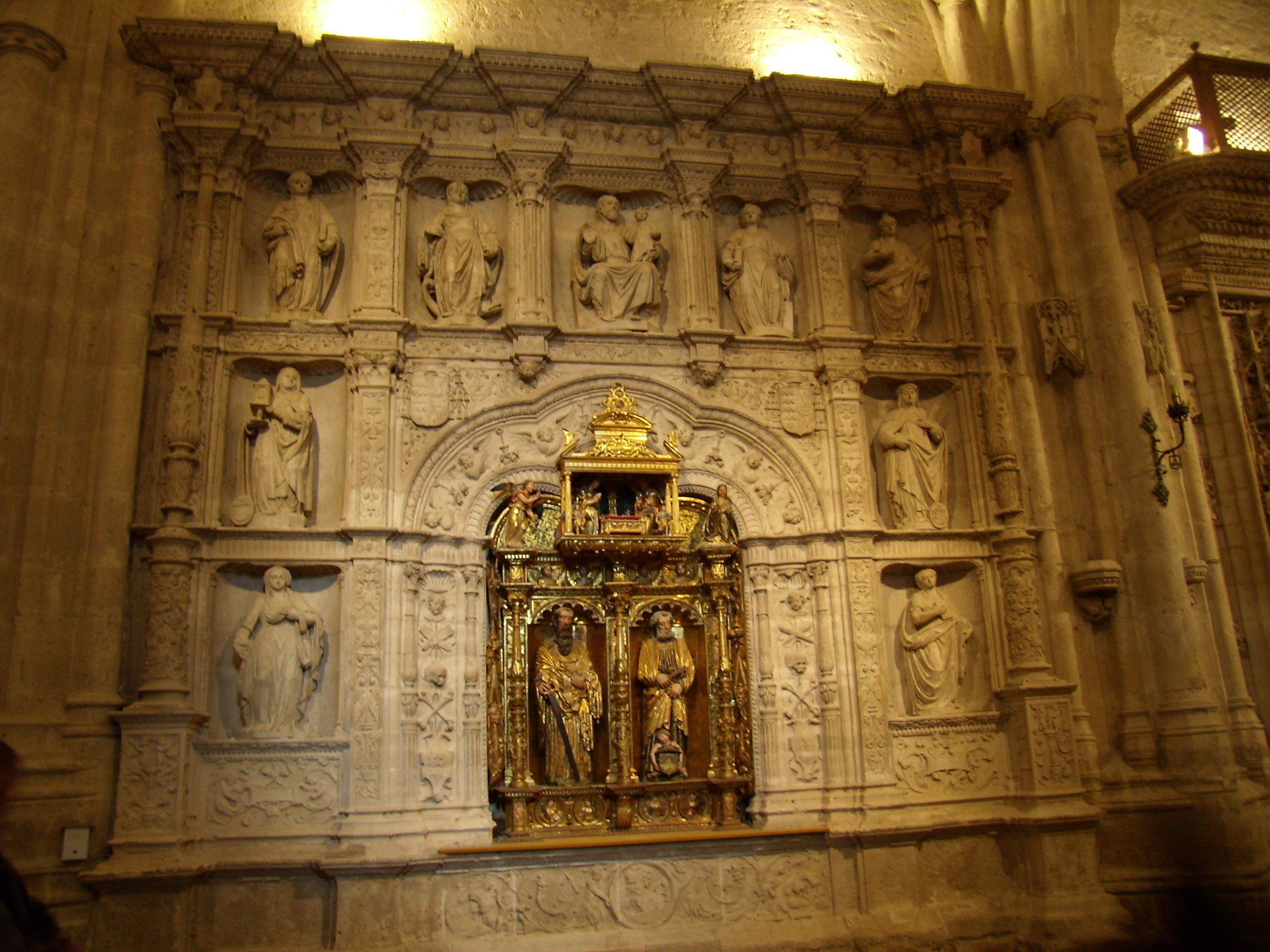
Retablo pétreo de estilo plateresco, atribuido a Diego de Siloé, en la nave de la epístola

Frente a la sacristía, en la pared de la capilla mayor, se encuentra el sepulcro de Diego de Guevara, Arcediano de Campos, realizado en 1509 por Alejo de Vahía.
El espacio contiguo al trascoro está formado por un gran altar plateresco fechado en 1534, con trazas atribuidas a Diego de Siloé y nueve imágenes de piedra realizadas por Juan de Ruesga. Lleva columnas altas, con pilastras e impostas que delimitan las divisiones, y en el centro un arco rebajado y trilobulado. Preside la parte superior la imagen de San José sedente con el Niño, estando ocupadas el resto de las hornacinas por imágenes de diversas santas. La parte baja se encuentra ocupada por un pequeño retablo en madera dorada y policromada, llevando en su centro las esculturas, en piedra policromada, de San Pedro y San Pablo, de resabios gotizantes. En el remate del mismo, dos grupos escultóricos de pequeño tamaño, la Anunciación y el Nacimiento, obra rococó de Juan Manuel Becerril, fechada en 1769.
El espacio contiguo al crucero está formado por un arco gótico, análogo al situado en la nave del Evangelio, con los escudos de Fonseca y decorado con doseletes, cresterías y pinturas murales. Dentro del arco, en el centro, se sitúa el Altar de la Visitación, retablo de finales del siglo XV, con tablas pintadas al óleo, donado por el prior Juan Ayllón. Es una de las mejores piezas pictóricas de la catedral, destacando el excelente estudio de la perspectiva, y el realismo de raigambre hispanoflamenca de las figuras. Es obra de un autor anónimo, conocido por el nombre de "Maestro de la Visitación de Palencia".

## Capillas

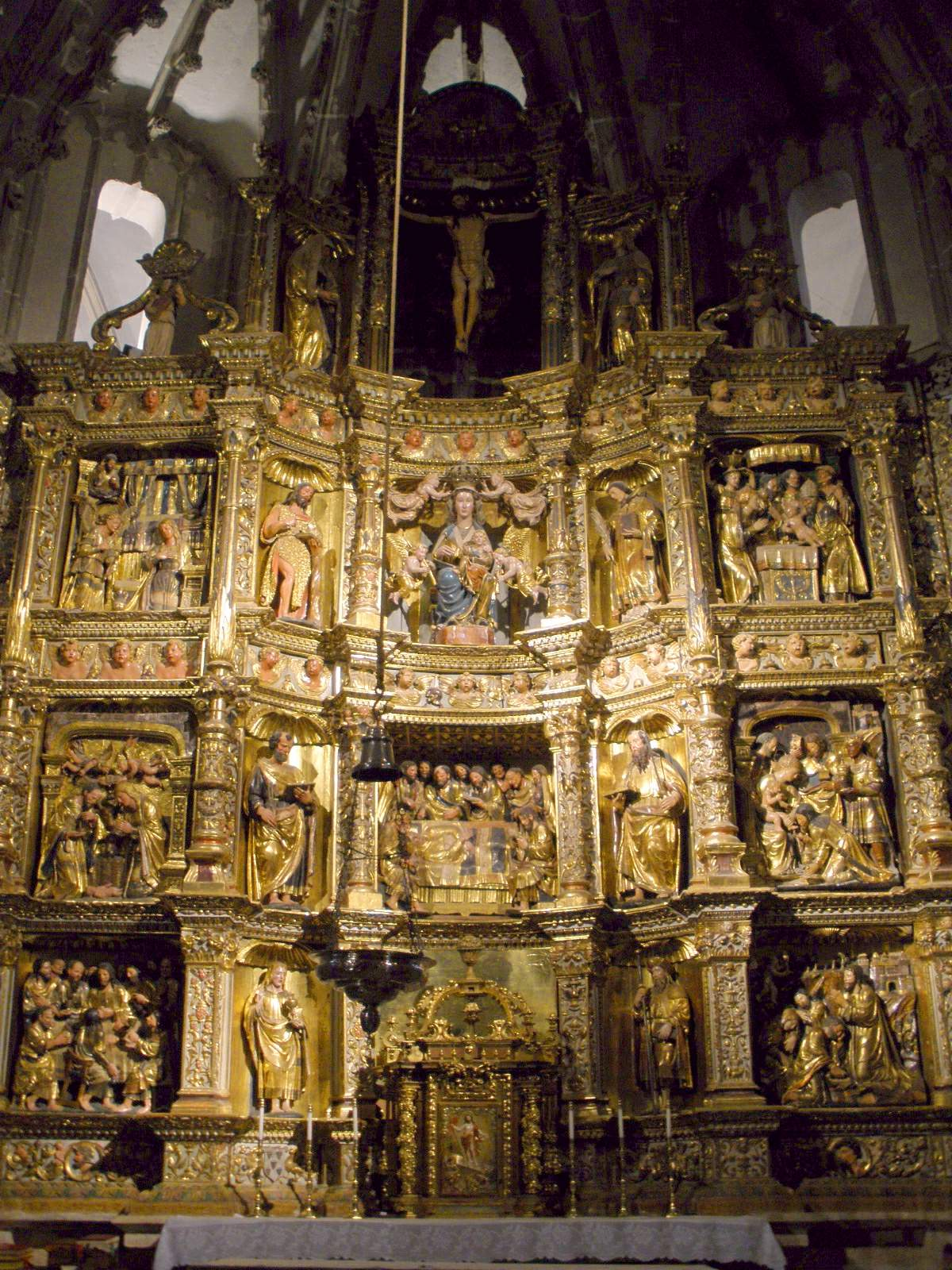
Retablo renacentista de la capilla del Sagrario

Las capillas la catedral se hallan ubicadas en la girola y en la nave norte. La nave sur carece de ellas porque da cobijo al espacio del claustro, al que se accede por dos puertas. En el centro y frontera al coro está la capilla mayor. La mayoría de las capillas guardan en su interior obras de arte de gran importancia y algunas están cerradas por rejas de gran calidad artística. La arquitectura de todas ellas es gótica, con bóvedas muy bellas.
Una vez terminadas las grandes y necesarias obras, el Cabildo ideó un plan de mantenimiento que resultó bastante provechoso. En cada capilla fundó un patronato cuyos miembros estaban obligados a unos ciertos y variados cumplimientos a cambio de determinados derechos.
Las capillas tuvieron muchos capellanes a su servicio. Algunas eran privilegiadas al ser propietarias de fincas rústicas y urbanas que les permitían mantenerse enriquecidas y lujosas. Se conserva documentación de muchos de estos espacios pero no hay constancia de la mayoría de los artistas que trabajaron en su ornamentación porque la elección de los mismos estaba a cargo de los patronos o mecenas y el Cabildo solo apuntaba en sus legajos lo concerniente a la parte económica y a las obras a realizar.
Las capillas en general disponen de bóvedas de gran altura; al construir la catedral se siguió un patrón que sacrificaba metros de claristorio (es por esto que las vidrieras de la seo no son muy grandes) pero que permitían elevar las naves secundarias para dar lugar a capillas y galerías laterales mucho más amplias que las de otras catedrales como la de León.

### Capillas centrales
Al contrario que la mayoría de catedrales que solo disponen de una, la catedral de Palencia tiene, por decirlo de este modo, dos capillas mayores: La primera, situada en la cabecera es la antigua hoy llamada del Sagrario, justo enfrente se encuentra la pared que encierra la segunda capilla: la capilla mayor actual. 

#### Capilla del Sagrario

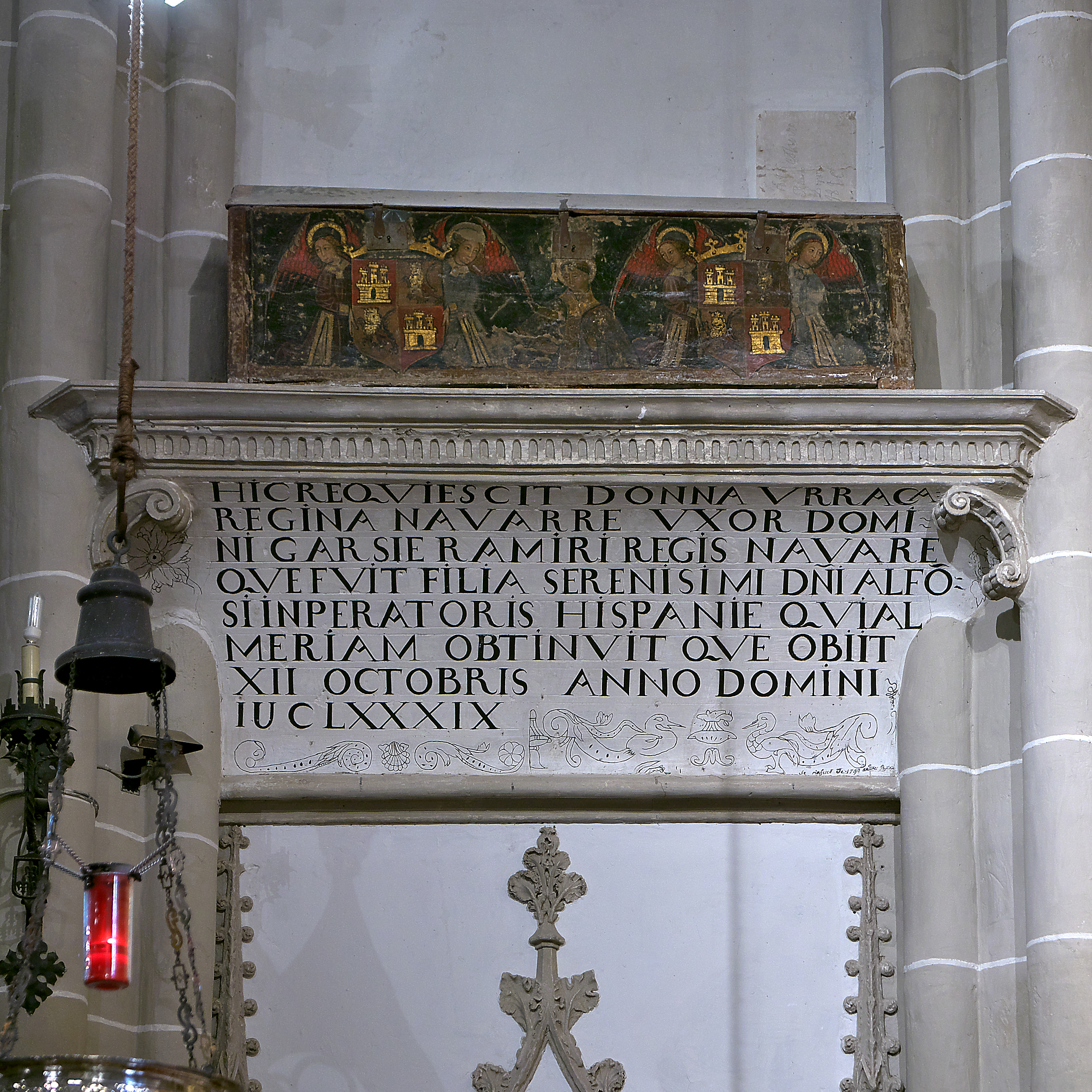
Sepultura de la reina Urraca

La capilla del Sagrario (n.º 8 en el plano), está rodeada por la girola ocupando la parte central, tal y como correspondería a una capilla mayor. De hecho, en origen este espacio estuvo ocupado por la primitiva capilla mayor de la catedral. Se la conoce también como capilla de los Curas y capilla de la Parroquia. Se hicieron en ella obras de remodelación entre 1415 y 1430. Es de gran audacia el trazado de la falsa bóveda, con nervaduras colgantes. El retablo mayor es un interesante trabajo renacentista, en la órbita de Felipe Bigarny; lo preside una imagen de la Virgen, de estilo tardorrománico.
A mano izquierda según se entra, elevado sobre una repisa con una inscripción funeraria, se encuentra un arca de madera pintada que contiene los restos mortales de la reina Urraca, hija de Alfonso VII de León y esposa del rey García Ramírez de Pamplona. A la izquierda de la capilla, rodeado por una reja, se encuentra el sepulcro de doña Inés de Osorio, dama palentina quien legó en su testamentaría cuantiosos bienes para las obras de construcción del templo; al lado opuesto se aprecia una puerta cerrada por una reja románica, uno de los escasos restos que se conservan de la antigua catedral.
Se encuentra también en esta capilla el sepulcro de san Manuel González García, fundador de las Misioneras Eucarísticas de Nazaret, obispo de Málaga y Palencia, canonizado por el papa Francisco en octubre de 2016. Su sepulcro ocupa el hueco bajo la antigua mesa del altar, inmediatamente debajo del sagrario de la capilla, tal y como era su voluntad. Una escultura representando a este santo, colocada en noviembre de 2016, se encuentra a la entrada de la capilla.

#### Capilla mayor
La capilla mayor ocupa los tramos séptimo y octavo de la nave central (n.º 12 en el plano). La edificación de este tramo se llevó a cabo durante la segunda etapa (1426-1486) de las tres constructivas señaladas anteriormente. El espacio en un principio se había utilizado para coro conventual. En 1519 se trasladó la primitiva capilla mayor (que estaba en lo que ahora es capilla del Sagrario) a este lugar. Los dos tramos fueron rematados y cubiertos a finales del siglo XV. Unos años después, en 1526 y 1527, los hermanos Corral, artistas yeseros muy apreciados, decoraron los nervios de la bóveda, llevando la dirección de la obra el maestro yesero Jerónimo del Corral. Quedaron las claves ricamente decoradas; en las dos centrales se muestran los escudos de los obispos Pedro Gómez Sarmiento (1525-1534) y Pedro de Castilla Eril (1440-1461). El triforio fue realizado por Martín de Solórzano a finales del siglo XV.
Se accede a la capilla a través de dos rejas de hierro forjado realizadas por Cristóbal de Andino, considerado en su época como el más ilustre de los rejeros españoles, que tenía su taller de trabajo en Burgos. La más grande de las dos da al crucero; fue hecha en 1520 bajo el patronazgo del obispo Antonio de Rojas y del deán Zapata. Consta de dos cuerpos, más crestería y un crucifijo en lo alto. Tiene como ornamentación florones y los escudos de los mecenas. La segunda reja es más pequeña y da a la nave sur, frente a la puerta de la sacristía. Está colocada en una puerta en esviaje o sesgada. Fue dorada por los hermanos Andrés y Alonso de Espinosa y colocada en 1531. Consta de dos cuerpos más crestería y está ricamente adornada con los bustos de san Antolín, san Pedro y san Pablo.
En la capilla se encuentran dos púlpitos que anteriormente estaban colocados en el zócalo de la reja del coro y que se trasladaron a este nuevo emplazamiento en 1607. Son de hierro forjado, realizados por Gaspar Rodríguez en 1563. Las esculturas de los tornavoces son de Gregorio Fernández y representan a las Virtudes. En las paredes laterales cuelgan magníficos tapices, cuatro en cada lado. Son de los talleres de Bruselas, de principios del siglo XVI, donación del obispo Juan Rodríguez de Fonseca.

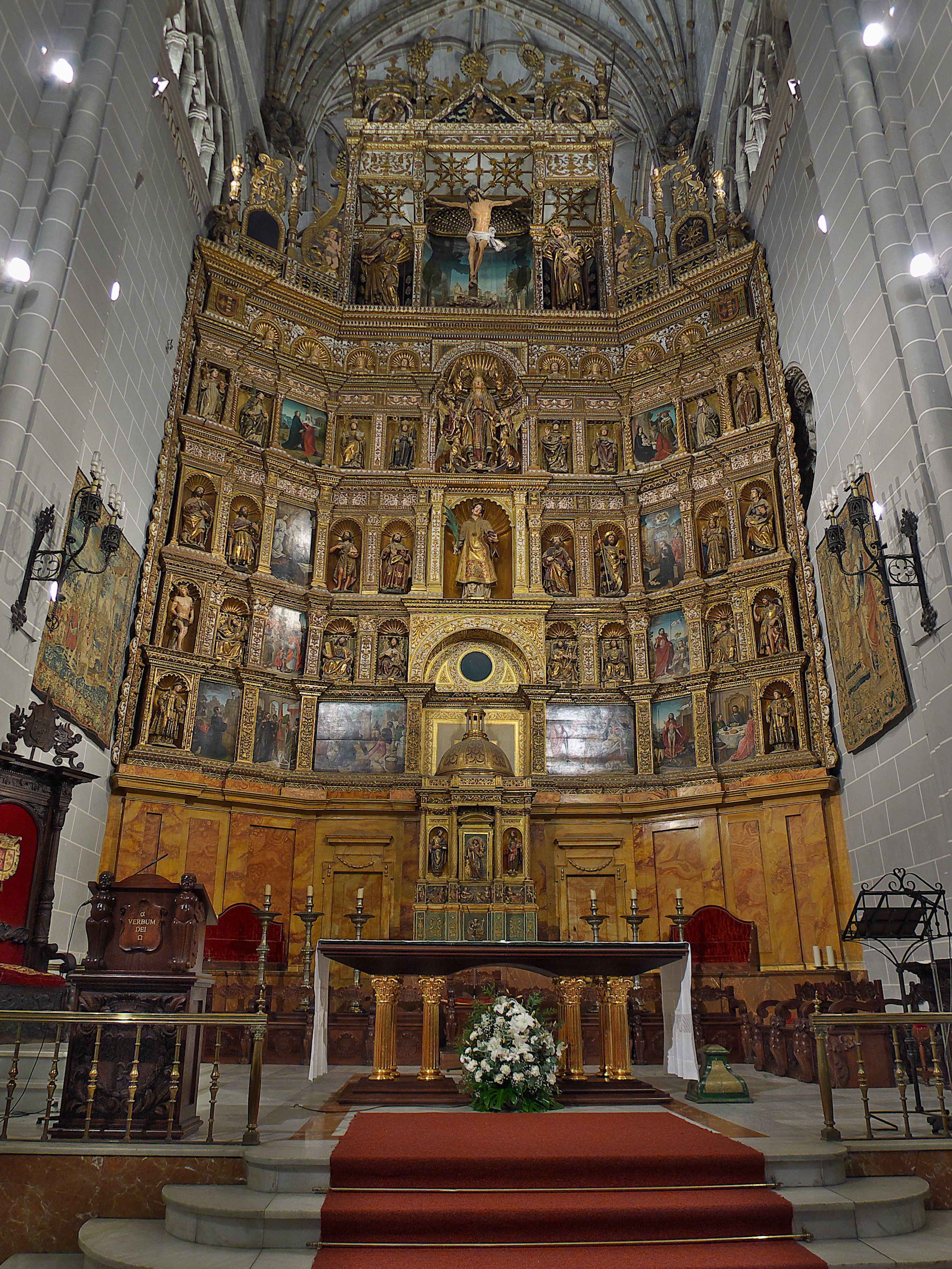
Retablo mayor de la catedral, obra de Pedro de Guadalupe, Felipe Vigarny, Juan de Flandes, Alejo de Vahía, Juan de Balmaseda y Gregorio Fernández

La obra maestra de esta capilla es el retablo mayor, cuyas trazas fueron ejecutadas por Pedro de Guadalupe en 1504.
El tamaño de la capilla mayor queda reducido por la construcción anterior de la capilla del Sagrario. Es por esto por lo que, recientemente, en la parte izquierda del crucero se ha colocado un altar elevado sobre una tarima, que dejó inutilizada la puerta de los Reyes pero que permite disponer de espacio suficiente para grandes celebraciones. Sus bancos móviles se disponen hacia este altar o hacia la capilla mayor según convenga.

##### Retablo mayor
Es el ejemplar más temprano entre los retablos renacentistas de España, hecho a imitación del desaparecido que hubo en el Colegio de Santa Cruz de Valladolid; circunstancia que, unida a la nómina de excelentes artistas que trabajaron en él, lo convierten en una pieza excepcional. Fue encargado por el obispo Diego de Deza para colocarlo en la primitiva capilla mayor. Encargó la obra al ensamblador Pedro de Guadalupe, entre 1504 y 1506. Trabajaron en él Felipe Vigarny en la parte escultórica y Juan de Flandes pintando las escenas de la vida de Jesús. Nunca llegó a montarse en aquella capilla, sino que se llevó a la capilla mayor nueva, la actual, cuando en 1519 el nuevo obispo Juan Rodríguez de Fonseca decidió su traslado.
Se hicieron entonces diferentes modificaciones para que su colocación estuviera acorde con las dimensiones del espacio. Algunas de las pinturas y relieves se desecharon al no encajar adecuadamente en la nueva estructura, vendiéndose algunas, como la pintura de La Crucifixión, de Juan de Flandes, que se exhibe hoy en el Museo del Prado.
Destacan sobremanera en el conjunto las magníficas tablas de Juan de Flandes, que fueron sus últimas obras, y el Calvario, obra de Juan de Valmaseda del remate; además de una Magdalena debida a Alejo de Vahía y el San Antolín que preside el retablo, obra juvenil de Gregorio Fernández. Repartidas por la catedral se conservan otras piezas que, encargadas para este retablo, no se colocaron finalmente como estaba previsto.
En el año 2022, con motivo de la exposición conmemorativa del VII centenario de la catedral, se descubrió un excepcional zócalo de azulejería de Talavera, cubierto hasta ese momento por un panel de madera imitando mármol de estilo Neoclásico. Este conjunto muestra arquitecturas fingidas y recuadros representando figuras alegóricas de las Virtudes, con marcada estética renacentista y gran atención a los detalles, pudiéndose datar en fechas cercanas al propio retablo mayor.

### Capillas radiales de la girola

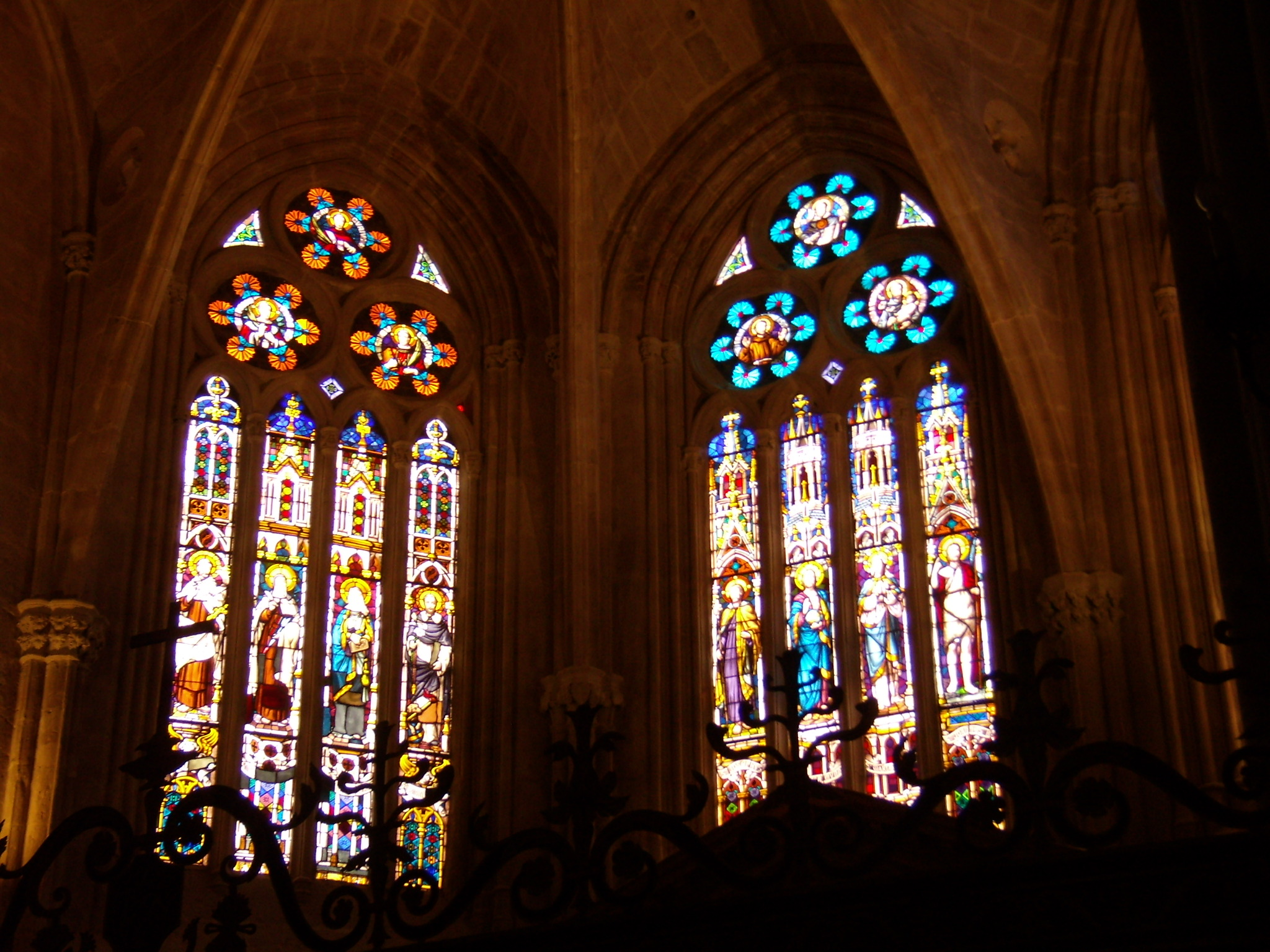
Vidrieras de la capilla de san Miguel

Este espacio se divide en 5 tramos con 4 capilla hexagonales y una, la central, en octógono irregular. Se proyectaron además dos tramos irregulares a derecha e izquierda, que unen la girola con el falso crucero. De izquierda a derecha se encuentran situadas:

#### Capilla de San Miguel
Llamada también de san Isidro, por las dos imágenes de este santo que guarda. Preside la capilla (n.º 6 en el plano) un retablo renacentista de buena factura, con relieves en stiacciato de dos santos flanqueando la imagen titular, que pese al nombre de la capilla, es san Jerónimo penitente ante el crucifijo. Corona el retablo una pintura de la Asunción. Destacan asimismo en esta capilla un pequeño retablo plateresco dedicado a san Roque, de escuela palentina, mediados del siglo XVI, y un sepulcro pétreo, en arcosolio de arco apuntado, con bulto yacente vestido con ropajes eclesiásticos.

#### Capilla de Nuestra Señora la Blanca

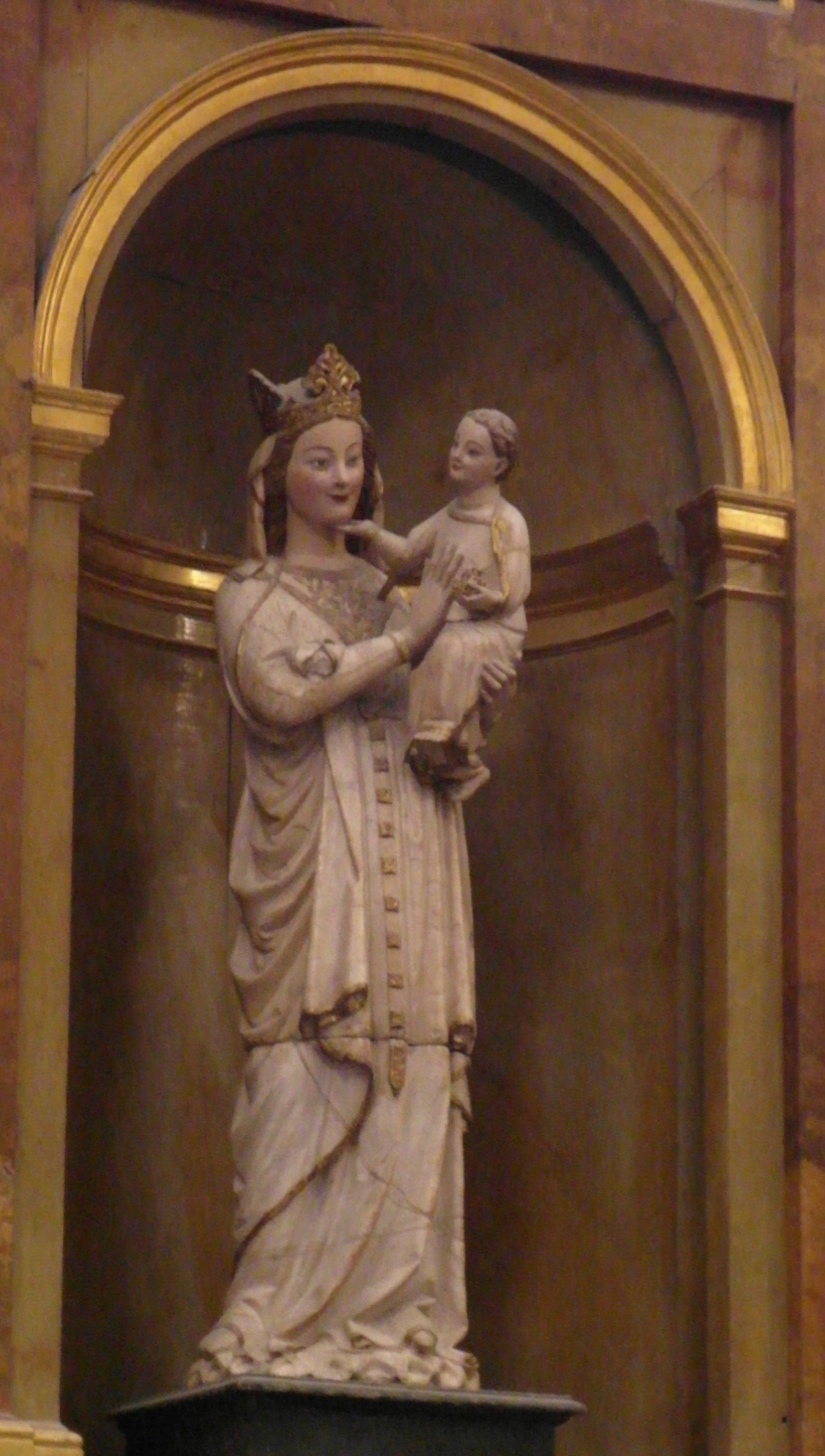
La Virgen Blanca, escultura gótica del

Destaca en esta capilla (n.º 5 en el plano) la imagen de la titular, destacado trabajo gótico del siglo XIV, realizada en alabastro, gemela de la que se conserva en la catedral de Toledo. Descuellan en esta escultura la finura de la ejecución, el suave movimiento de los pliegues y las sonrisas que muestran María y el Niño Jesús, que acaricia a su madre, alejando esta obra de los cánones románicos y protogóticos. La Virgen preside un retablo muy posterior, neoclásico.

#### Capilla del Monumento
La capilla del Monumento actual (n.º 4 en el plano) es la capilla central de la girola, de mayores dimensiones que las demás. En este espacio se reunía el Concejo de la ciudad. Se la conoció con los nombres de Corpus Christi, san Nicolás, del baptisterio y de santa Teresa, recibiendo el nombre actual cuando se trasladó el altar de plata que se usa como monumento en Semana Santa.
Presenta planta octogonal. La bóveda posee nervadura radial; del centro de la sala parten los nervios hacia los extremos de las paredes. En la clave de la bóveda está esculpida la imagen del Salvador.
Dispone de tres grandes vidrieras de tonos azulados; datan del siglo XIX. Debajo de estos ventanales la pared está forrada de terciopelo rojo. Pero lo que más destaca es el Monumento del Jueves Santo, chapado de plata en parte sobredorada con tres partes bien diferenciadas: el frontal, que se adorna con el escudo del cabildo y dos jarrones de azucenas a los lados, el basamento, y una gradería sobre la que se alza el expositor eucarístico. Es una buena obra de orfebrería barroca, del siglo XVIII, obra del platero Andrés de Espetillo.
La capilla se cierra con una fina verja de hierro forjado. Esta es obra del taller de Juan Pascual e hijos, sito en El Burgo de Osma (Soria), como se puede observar en la inscripción de la cerradura.

#### Capilla de San José
Contrasta en esta capilla (n.º 3 en el plano) la pureza de las líneas góticas de su arquitectura, con lo moderno de la decoración. Está presidida por un cuadro de San José y el Niño (1794), obra del pintor Jacinto Gómez Pastor, enmarcado en un altar de la misma época realizado en mármoles y jaspes de colores, todo ello de un severo Neoclasicismo.

#### Capilla de los Reyes o de San Pedro

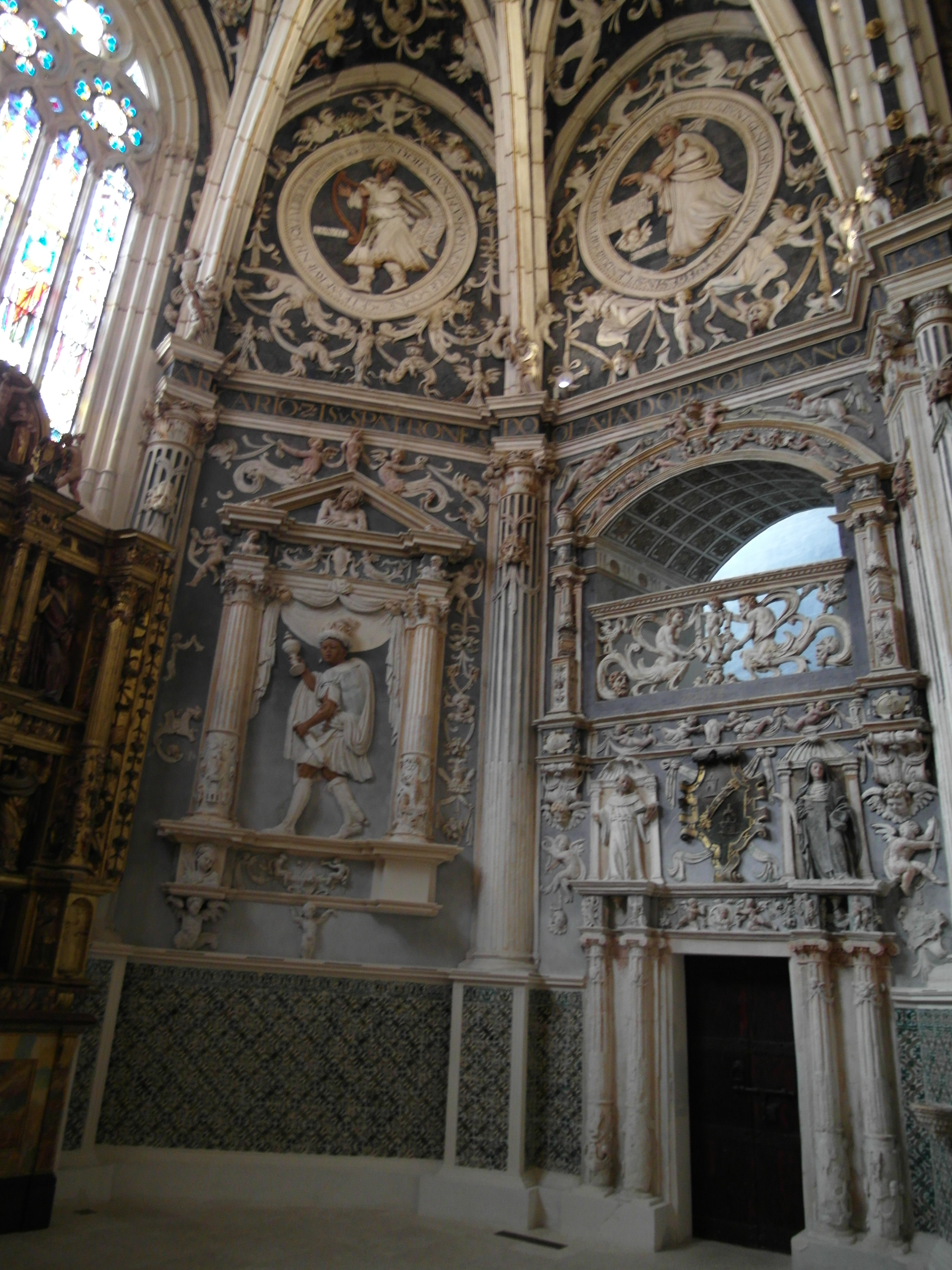
Decoración de yeserías de la capilla de los Reyes, obra de los hermanos Corral de Villalpando

La capilla de san Pedro (n.º 2 en el plano) recibe también el nombre de capilla de los Reyes, por los tres relieves en yeso que la adornan con el tema de los Reyes Magos. Fue construida en el siglo XIV por artistas anónimos y reformada en el XVI por los hermanos Juan y Jerónimo Corral de Villalpando. Se encuentra situada en la girola, ocupando el primer lugar después del edículo, en el lado de la epístola. Es de planta hexagonal y se cubre con bóveda estrellada. 
En el año 1548, Gaspar Fuentes de la Torre, arcediano de Campos y abad perpetuo de Lebanza, contrató la obra de decoración de la capilla con Juan del Corral, por un valor de 1600 ducados. Don Gaspar murió en 1550, antes de que el Cabildo hubiera dado el permiso de patronazgo y el permiso de obras. Sus testamentarios, Gabriel de Salcedo (arcediano de Carrión de los Condes) y Francisco Carvajal (abad de Husillos) consiguieron dichos permisos el 3 de diciembre de 1550. En la yesería y en la tribuna de esta capilla constan las fechas de 1551 y 1552. Años más tarde se hizo cargo del patronazgo Jerónimo de Fuentes, terminándose la obra en 1569. En la cesión del patronazgo de 1550 el cabildo hace una serie de advertencias, entre las que destaca la obligación de mantener la advocación de san Pedro en la capilla.
Los supradichos añadidos renacentistas han llevado a esta capilla a ser una de las más ricas del templo. Lo más destacado es el trabajo de yesería policromada de los hermanos Corral que cubre tanto la bóveda como las paredes, sin dejar apenas espacio libre (horror vacui). En la cúpula y dentro de medallones pueden verse a los profetas Isaías, Balaam y David, acompañados de angelotes, escudos y grutescos. Los tres Reyes Magos ocupan un lugar destacado, dentro de marcos individuales limitados por columnas y en actitud de marcha. Los colores predominantes en estas yeserías son los azules, blancos y ocres. El zócalo es de azulejos de Talavera, detalle que se encuentra en otras capillas de la catedral.
El retablo de esta capilla es un trabajo renacentista, con la figura del san Pedro en la hornacina principal. Es obra de entalladores locales, siguiendo el estilo de Felipe Bigarny, aunque la Virgen del cuerpo superior ha sido atribuida a Juan de Balmaseda.
La humedad procedente de las cubiertas y el solado y un escaso mantenimiento comprometieron durante un tiempo la conservación de esta capilla. Tras un exhaustivo proceso de restauración, fue reabierta a principios del año 2008.

### Edículos

#### Capilla del baptisterio

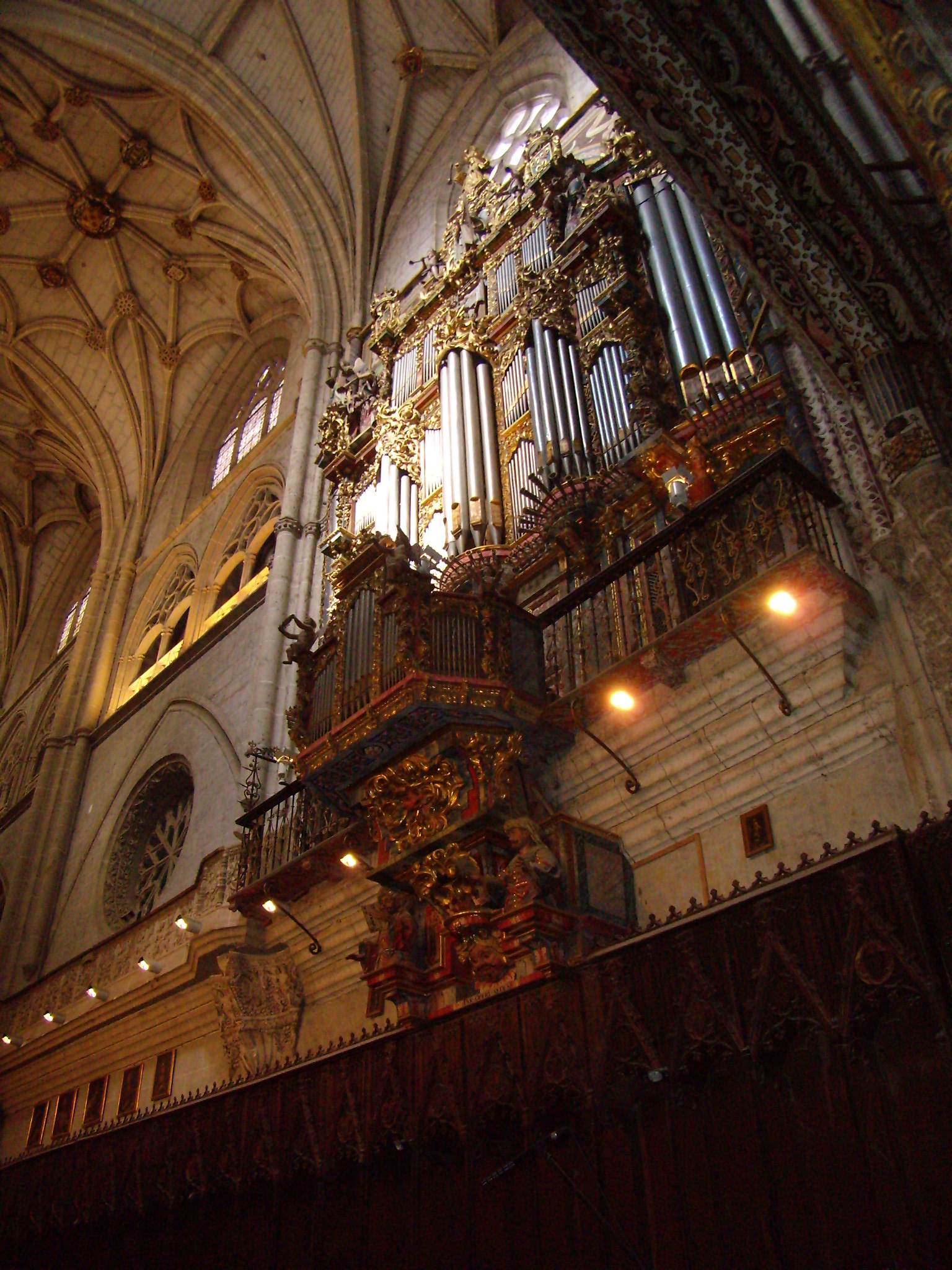
Órgano

Ocupa esta capilla (n.º 7 en el plano) el estrecho espacio que permite la unión de la cabecera con el falso crucero, presentando una peculiar forma estrecha y alargada, con escasa iluminación. En el centro de la capilla se encuentra la pila bautismal, obra plateresca de sencilla decoración de querubines. En el testero de la capilla, un pequeño retablo con figuras de santos, obra renacentista de carácter popular, de seguidores de Alonso Berruguete.

#### Arco de San Martín
Es este el espacio (n.º 1 en el plano) gemelo del Baptisterio en la nave opuesta, y en este caso se encuentra tapiada su salida hacia la nave al hacer las funciones de sacristía. El espacio visible se configura como un pequeño altar-hornacina, con un relieve alusivo a San Martín (de ahí su nombre) en el remate, y un cuadro, buena copia del de Tiziano conservado en el Museo del Prado, que representa el Entierro de Cristo.

### Coro
El coro (n.º 14 en el plano) se sitúa enfrente de la capilla mayor, a la que está unido por un espacio cerrado denominado Vía Sacra (n.º 13 en el plano). Cierra el coro una formidable reja, del siglo XVI, obra de Gaspar Rodríguez, con abundante decoración de raigambre plateresca, parcialmente dorada y policromada. Los pretiles de piedra que la sustentan muestran inscripciones alusivas a la visita del emperador Carlos V y el papa Adriano VI a la catedral en el transcurso del mismo año. El interior del coro aparece casi totalmente ocupado por la sillería capitular, de madera vista y estilo gótico. Los asientos y respaldos de la misma se enriquecen con tracerías gotizantes, de diferentes diseños, según un esquema muy sencillo. Destaca en el centro el asiento del obispo, flanqueado de doseletes y pináculos.

#### Órgano
A la derecha según se entra al coro, elevado sobre la sillería, se encuentra el órgano catedralicio. El órgano original fue obra de los organeros fray José de Echevarría y fray Domingo Aguirre, entre 1688 y 1691, con una gran reparación por el segundo de ellos durante los años 1712-1716. De este primer órgano se conservan hoy la caja (una espléndida obra barroca del arquitecto Santiago Carnicero, con multitud de cabezas de ángeles y otra serie de menudas figurillas) y los tubos de fachada; sin embargo, el órgano en sí fue reemplazado en 1925 por otro nuevo de estética postromántica, electroneumático, de Amezúa y Cía.
La consola del instrumento se encuentra en el coro bajo después del traslado realizado por el organero Federico Acitores, en 1999, por encargo del cabildo. Cuenta con dos teclados de 61 notas y un pedalero en abanico de 30 notas. Sus registros son los siguientes:
| I Gran órgano |     |
| Flautado      | 16' |
| Principal     | 8'  |
| Violón        | 8'  |
| Flauta        | 8'  |
| Salicional    | 8'  |
| Octava        | 4'  |
| Docena        | 8'  |
| Octavín       | 2'  |
| Lleno III     |     |
| Fagot         | 16' |
| Trompeta      | 8'  |

| II Órgano recitativo |     |
| Violón               | 16' |
| Flauta armónica      | 8'  |
| Cor de Nuit          | 8'  |
| Gamba                | 8'  |
| Celeste              | 8'  |
| Flauta               | 4'  |
| Pícolo               | 2'  |
| Lleno II             |     |
| Fagot-Oboe           | 8'  |
| Trompeta             | 8'  |
| Clarín               | 4'  |

| Pedal      |     |
| Contrabajo | 16' |
| Subbajo    | 16' |
| Contras    | 8'  |
| Cello      | 8'  |
| Bombarda   | 16' |

Enganches o acoplamientos: I/Pedal; II/Pedal; II/I Unísono; Agudas II/I; Graves II/I; Pedal expresivo del II Manual; Trémolo; Transpositor.

#### Trascoro

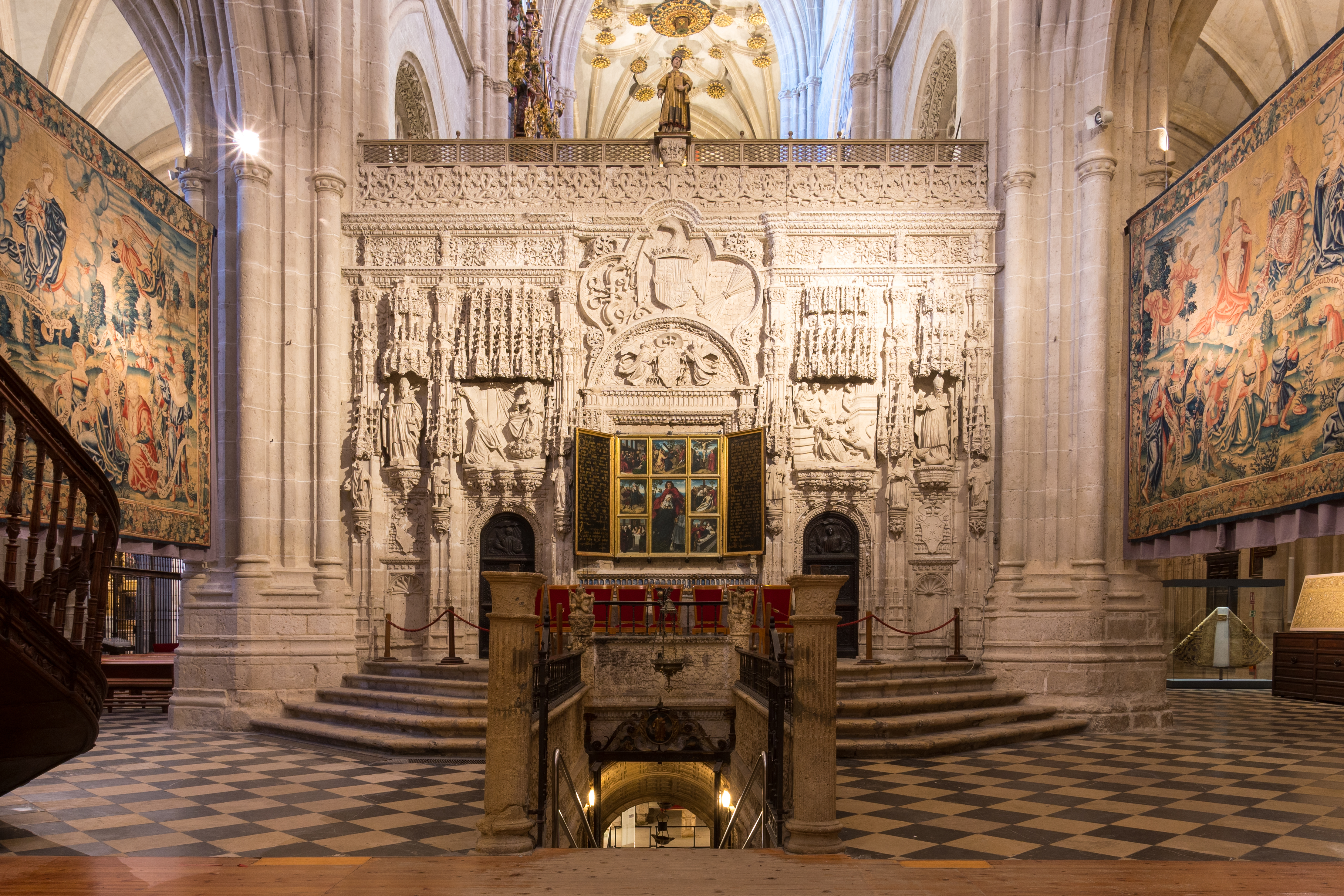
Vista general del trascoro

Situado a los pies del templo (n.º 22 en el plano), el trascoro se levanta sobre cinco escaleras y es una excelente obra del Renacimiento español, de carácter tardogótico y plateresco, constituyendo una de las obras maestras de la catedral. Fue financiado por el obispo Fonseca y se sabe que en él trabajó Juan de Ruesga hacia el año 1513.
Cuajado de doseletes, encajes de piedra y hornacinas con figuras de santos, el trascoro se organiza a modo de suntuoso retablo pétreo, destacando en él los relieves del Martirio de San Ignacio de Antioquía y la Lactación de San Bernardo, añadidos posteriormente y ambos obra del escultor barroco Francisco del Rincón. Remata el conjunto el escudo de los Reyes Católicos, una crestería de piedra y la estatua de San Antolín; dos puertas, talladas en madera con minuciosos relieves, permiten el acceso al coro catedralicio.
En el centro del trascoro se halla el políptico de los Siete Dolores de la Virgen, obra del maestro flamenco Jan Joest, quien retrata al comitente, Juan Rodríguez de Fonseca, en la tabla central junto a la Virgen y San Juan, con fondo de un delicado paisaje. Las demás tablas muestran escenas de los Siete dolores de María, de quien el obispo Fonseca era gran devoto, con un refinado realismo y excelente sentido del color. Este políptico es uno de los conjuntos pictóricos más destacados de la pintura flamenca en España.
Enfrente del trascoro, se encuentra la escalera que da acceso a la cripta de San Antolín, y, cercano a la misma, el excelente púlpito, de madera sin policromar, obra de algunos de los más destacados discípulos de Alonso Berruguete, señalándose la intervención de Juan de Cambray y Francisco Giralte. Los relieves que lo decoran presentan fuertes concomitancias con los de Berruguete en la sillería de la catedral de Toledo.

### Capillas de la nave norte

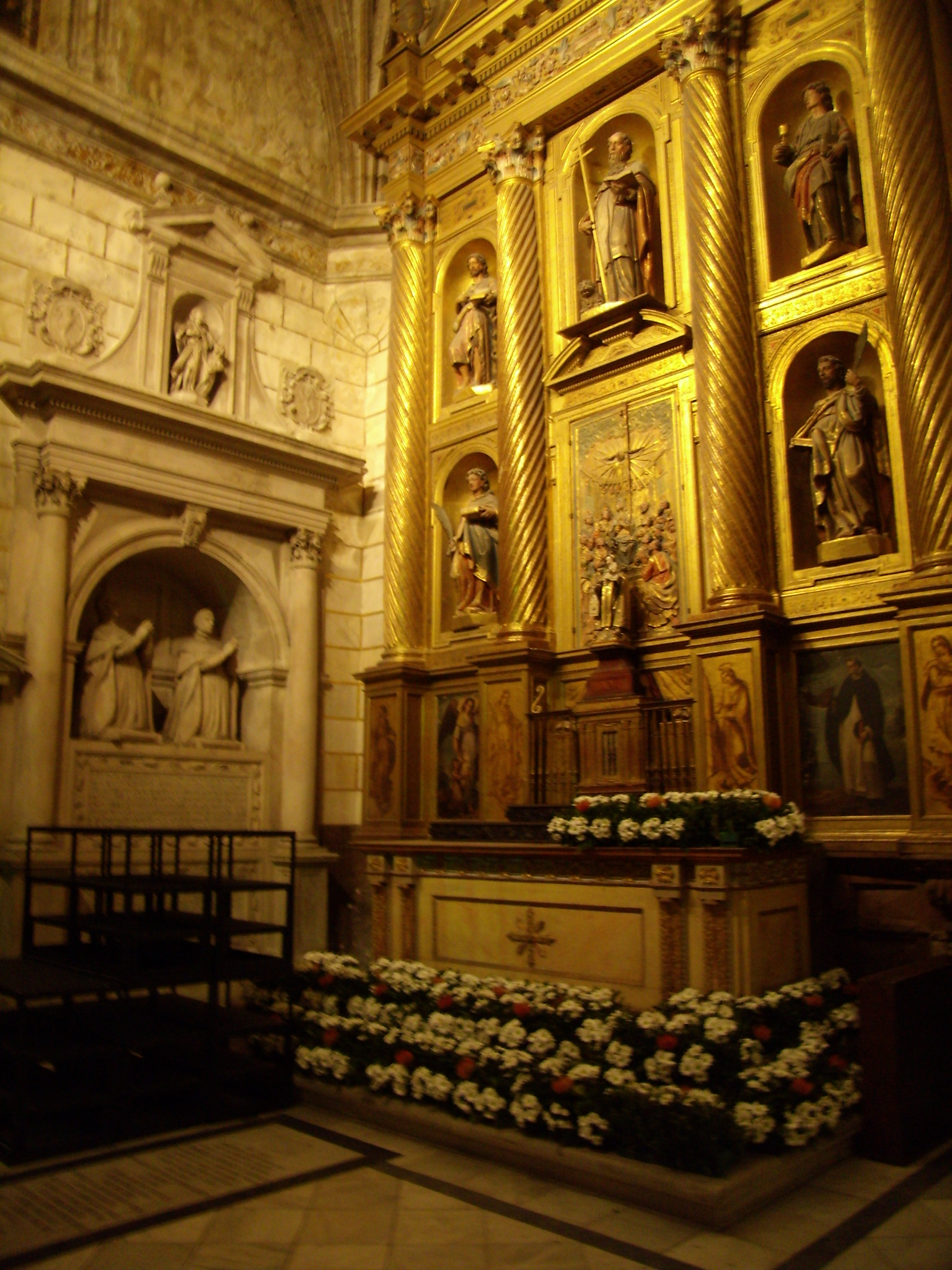
Capilla de San Jerónimo

#### Capilla de San Sebastián
El elemento más destacable de la misma (n.º 9 en el plano) es el monumental retablo, de traza escurialense y presidido por la imagen del titular, obra de gran calidad, atribuida al escultor Francisco Fermín, discípulo y continuador de la obra de Gregorio Fernández, cuyo estilo se hace presente en los pliegues duros y angulosos del paño que cubre al santo, en su teatral pose y en el veraz tratamiento anatómico.

#### Capilla de San Jerónimo
Presidida (n.º 10 en el plano) por un grandioso retablo de madera dorada, de esbeltas columnas que recuerdan a las de los retablos de Alonso Cano, obra de mediados del siglo XVII, destaca en el mismo un relieve con el tema de Pentecostés, a modo de portezuela, que guarda en su interior una imagen de san Antolín con varias de sus reliquias. A su lado, la sepultura de fundador de la capilla, el canónigo Jerónimo de Reinoso, enmarcada por un hermoso retablo pétreo de estilo escurialense, de finales del siglo XVI. Lo decoran las figuras orantes del fundador y el canónigo Martín Alfonso de Salinas.

#### Capilla de la Inmaculada
Dedicada anteriormente a la Santa Cruz, conserva un interesante mural pictórico representando el Triunfo de la Cruz, motivo de su anterior advocación. Cubierta durante siglos por un enlucido y un retablo traído de la capilla de las reliquias, esta decoración fue recuperada en una restauración que terminó en el año 2017. Se trata de una pintura mural del siglo XVI simulando arquitecturas renacentistas en el zócalo, y un amplio paisaje con celajes entre los que emergen ángeles con los símbolos de la Pasión, en torno a la cruz desnuda que preside la composición.
En la pared a mano izquierda de la entrada, un gran retablo de traza churrigueresca, de principios del siglo XVIII, con pinturas sobre lienzo del pintor Diego Díaz Ferreras, y presidiendo el conjunto, una hermosa Inmaculada realizada por Mateo Sedano, discípulo de Gregorio Fernández. (n.º 15 en el plano).

#### Capilla de San Fernando

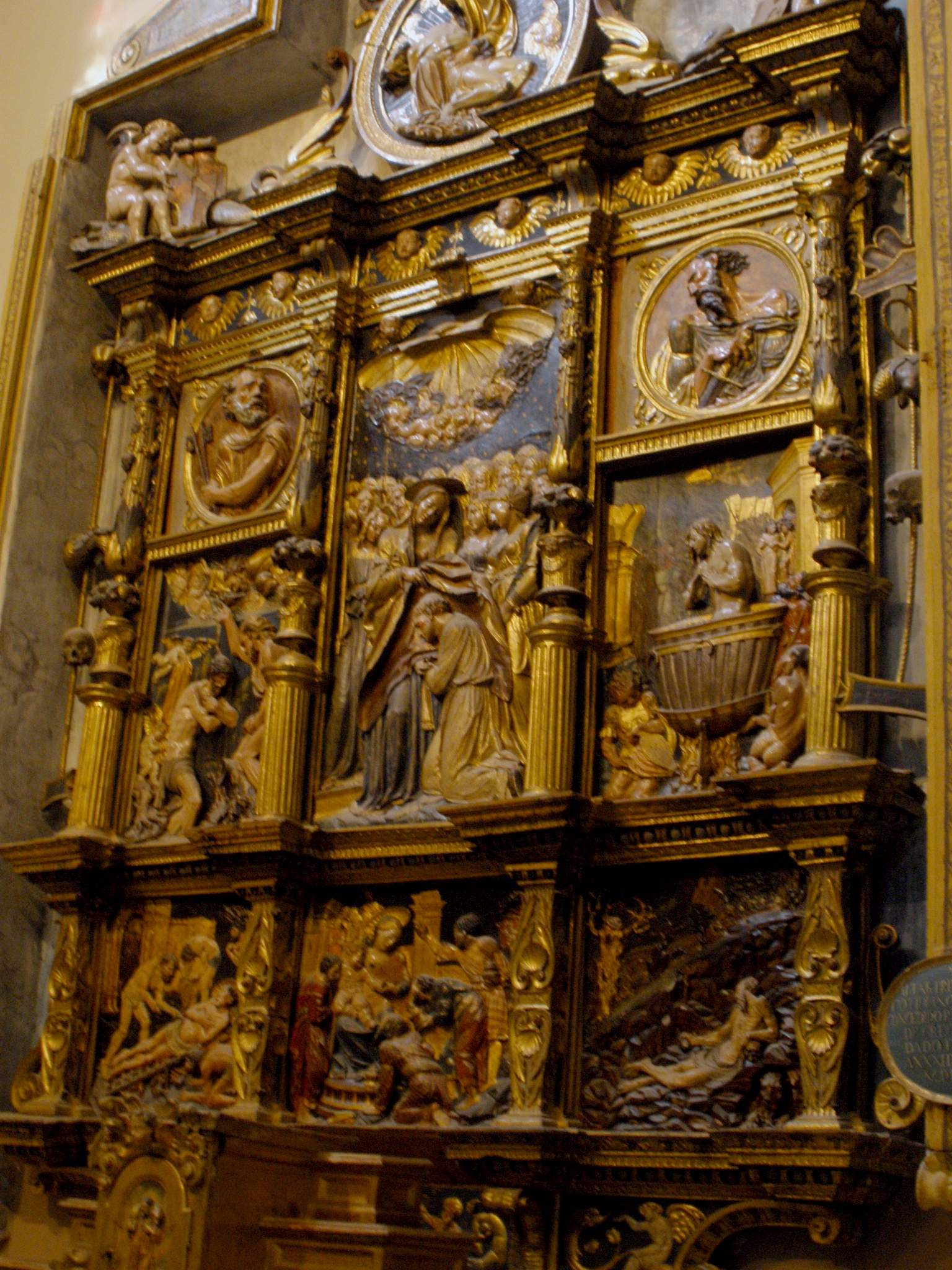
Retablo plateresco de la capilla de San Ildefonso

Retablo de la misma época que el de la capilla anterior, y pinturas asimismo de Díaz Ferreras, representando historias de la vida de Fernando III de Castilla, muy relacionado con Palencia por sus vínculos familiares. Es destacable la imagen titular, de curiosa iconografía, pues aparece el rey con los atributos de la monarquía: orbe, corona y espada, vestido de armadura a la moda del siglo XVII. Enfrente del retablo, sepulcro renacentista de don Álvaro de Salazar. (n.º 16 en el plano).

#### Capilla de San Ildefonso
La capilla de san Ildefonso (n.º 18 del plano) fue dotada por Alonso Fernández de Madrid, el Arcediano del Alcor, escritor y cronista, fallecido en 1559 y aquí enterrado. La capilla tiene forma rectangular, ventanal ojival, bóveda decorada y reja de hierro forjado, todo ello obra del siglo XVI.
El retablo mayor, dedicado a san Ildefonso de Toledo, es de estilo plateresco, realizado por Juan de Balmaseda entre 1525 y 1549 en madera dorada y policromada, aunque se señala que también pudo intervenir en él Diego de Siloé. Se compone de sotabanco, banco, cuerpo y ático, con tres calles verticales separadas por balaustres. En el centro del sotabanco destaca la figura de Cristo. En el banco se representan el martirio de san Lorenzo, la Adoración de los Magos y el martirio de san Jerónimo. El cuerpo presenta las escenas del Bautismo de Cristo bajo un tondo representando a san Pedro, la Imposición de la casulla a san Ildefonso en la parte central y el martirio de San Juan Evangelista ante Portam latinam bajo otro medallón con la imagen de san Pablo. El conjunto se remata por un tondo con la Piedad bello y patético, y por un Calvario. Destaca en este retablo la inusual traza y la originalidad de los soportes, así como el detallismo y refinamiento en los relieves, que alternan la talla plana con zonas de relieve más abultado; siendo sin duda una de las obras señeras de su autor.

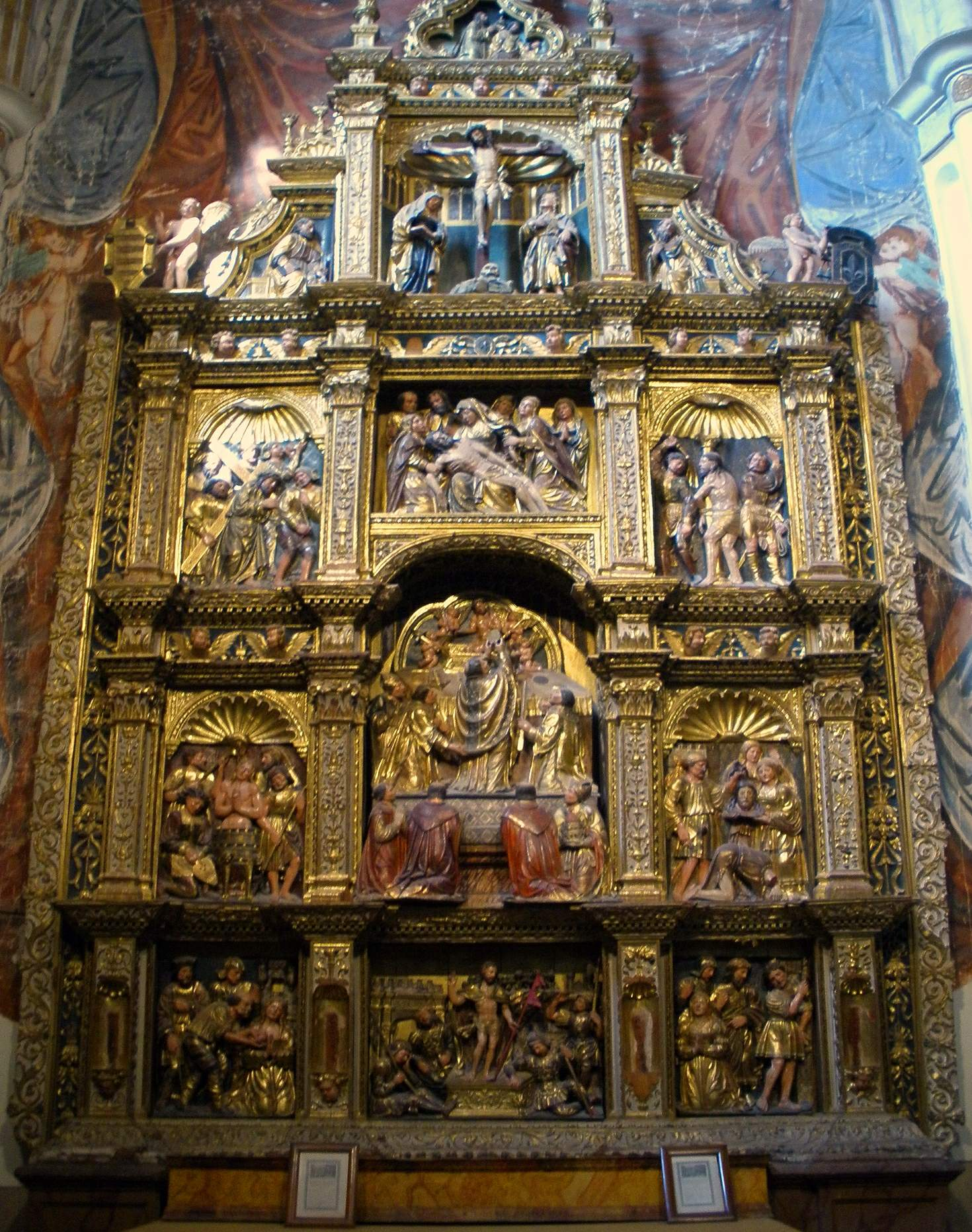
Retablo plateresco de la capilla de San Gregorio

Son destacables también otros elementos artísticos de la capilla, como la puerta tallada de la sacristía, junto con el frontón triangular que la corona, representando al Padre Eterno.

#### Capilla de San Gregorio
Es esta capilla (n.º 19 en el plano) una de las principales de la catedral desde el punto de vista artístico. El conjunto de retablos, sepulcro, azulejería de Talavera, e incluso la ventana, con una de las pocas vidrieras originales que se conservan, es un excelente muestrario de arte plateresco, llegado íntegro a nuestros días, a diferencia de otras capillas, que sufrieron cambios y reformas a lo largo del tiempo. En este caso, prácticamente todo data de mediados del siglo XVI. El retablo principal es una apreciable obra de la escuela palentina renacentista, profusamente dorado y policromado. Se compone de banco, dos cuerpos y ático, separados por pilastras planas con decoración agrutescada, de esquema muy similar al de otros ejemplares de la misma escuela; el relieve central presenta la Misa de San Gregorio, y los de las calles laterales, diversas historias sagradas, cobijadas por veneras.
Existe un segundo retablo, de menor tamaño, dedicado a los santos doctores Cosme y Damián, curioso por la violenta forma de describir uno de sus milagros. Es también obra plateresca, de calidad más discreta, destacable sin embargo por la figura de San Matías, que se sitúa en la pilastra principal. Se trata de una bella imagen, muy superior al resto, quizá procedente de otro retablo desmontado, y cuyo autoría se atribuye a Alonso Berruguete, que compone la figura con todas las características de su estilo, siendo una de las tallas más valiosas de la catedral.

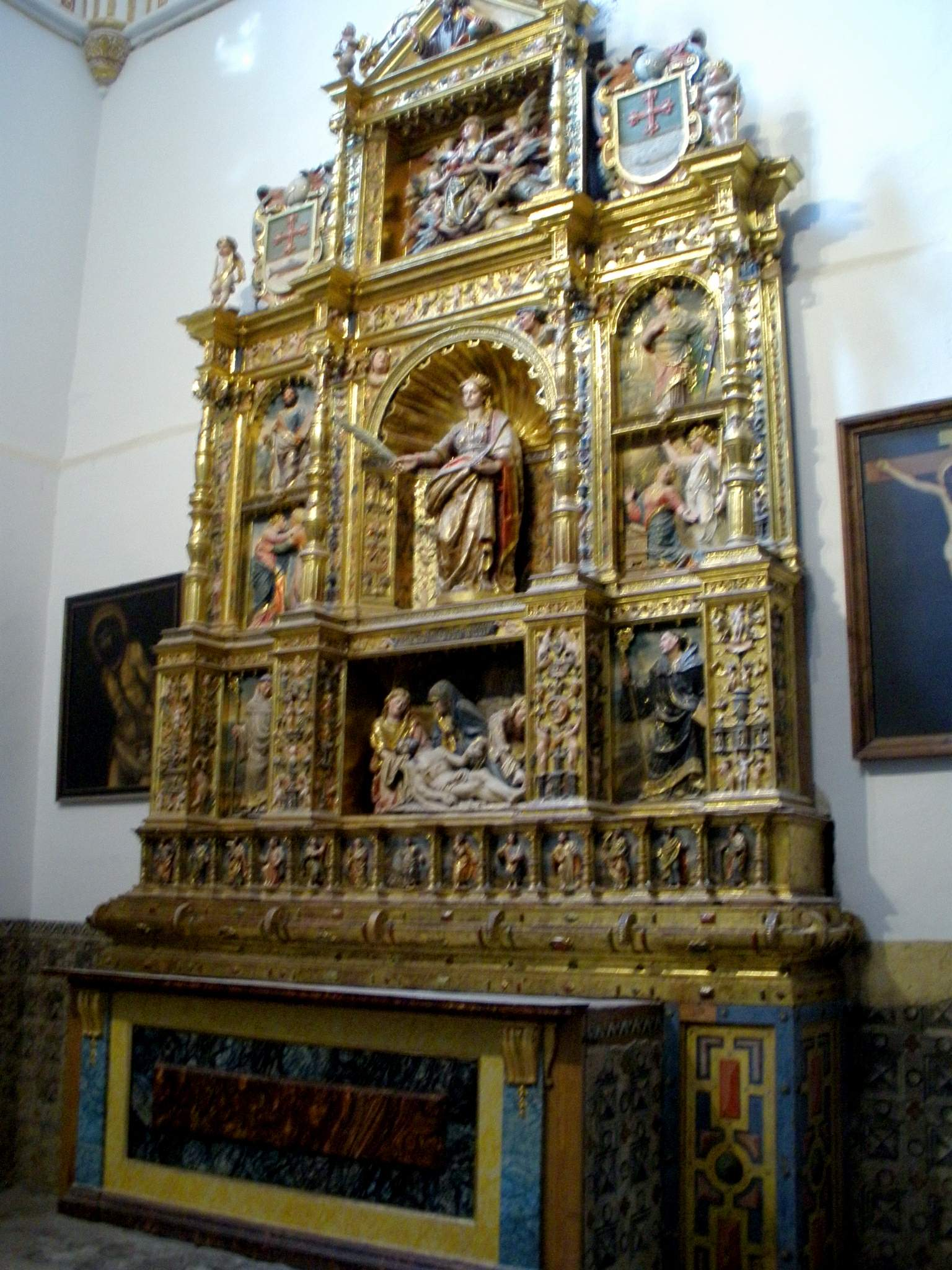
Retablo plateresco de la capilla de Santa Lucía

Enfrente del retablo principal, un suntuoso retablo-sepulcro, del mismo estilo que el resto de la capilla, del canónigo Juan de Arce, cuya familia ostentó el patronazgo, y a cuya munificiencia se debe este espacio.

#### Capilla de Santa Lucía
La capilla de santa Lucía (n.º 20 en el plano) se sitúa a los pies de la nave del Evangelio, y fue realizada en el siglo XVI. En el centro se sitúa el retablo de santa Lucía, de madera policromada y dorada, realizado en 1550 por seguidores de Manuel Álvarez (aunque se ha señalado también la mano de Juan Picardo en algunos relieves), e instalado en esta capilla en 1582. Está compuesto de tres cuerpos, con numerosas esculturas. En la hornacina central del retablo se encuentra la imagen de la santa titular, y en la parte central del primer cuerpo, un delicado relieve representando La Piedad. El retablo se eleva sobre un pedestal y banco posteriores, de estilo barroco.
Esta capilla alberga además varias lápidas de enterramiento y dos sepulcros. En la pared oeste, el sepulcro del canónigo Blas de la Rúa Bustamante, con una escultura de la Asunción de María, del siglo XVII. En el muro norte se ubica el sepulcro del obispo Buenaventura Moyano, con un interesante lienzo de Las lágrimas de san Pedro, del siglo XVII. Las paredes conservan en buen estado el zócalo de azulejería de Talavera con diversos motivos decorativos.
Por último, una reja renacentista de hierro forjado y policromado, realizada en 1579 por Juan de Vitoria, cierra la capilla.

#### Capilla de las reliquias
Se trata de un espacio (n.º 21 del plano) de forma octogonal, añadido en el siglo XVIII al cuerpo de naves, y que se trasdosa al exterior en forma casi exenta. Tuvo las funciones de relicario y capilla para albergar el monumento del Jueves Santo. Debido a la importancia que tenían en el pasado las reliquias de los santos, y a la gran cantidad que poseía la catedral, se pensó varias veces en crear un espacio que las recogiera y expusiera de forma ordenada. Esta capilla vino a cumplir esa necesidad, aunque con el tiempo fueron mudando las costumbres y el retablo de la misma se trasladó a la capilla de la Inmaculada. La situación de la propia capilla, casi fuera de la planta de la catedral, su impacto visual al exterior, y sobre todo, los problemas de humedades que sufrió al verter sobre ella la escorrentía de los tejados, que la degradaron de manera notable, hicieron que se plantease incluso su derribo en la década de 1950. Tras décadas cerrada al culto y a las visitas, una profunda restauración culminó en el año 2011 la recuperación de este espacio.
El interior es una de las muestras más sobresalientes de estilo Rococó en la ciudad. El espacio está iluminado por dos grandes ventanas de medio punto. Se accede por un arco abierto a los pies del templo. Corona la capilla una cúpula octogonal con abigarrada decoración de yeserías polícromas y doradas; la misma decoración se extiende a lo largo de las paredes, que exhiben los anaqueles donde se guardaban las reliquias y una serie de pinturas con episodios de vidas de santos, todo ello enmarcado por guirnaldas y molduras de intrincado diseño. Remata la capilla un retablo-relicario de inicios del siglo XVIII, momento en el que se remató todo este conjunto.

## Claustro y Sala capitular

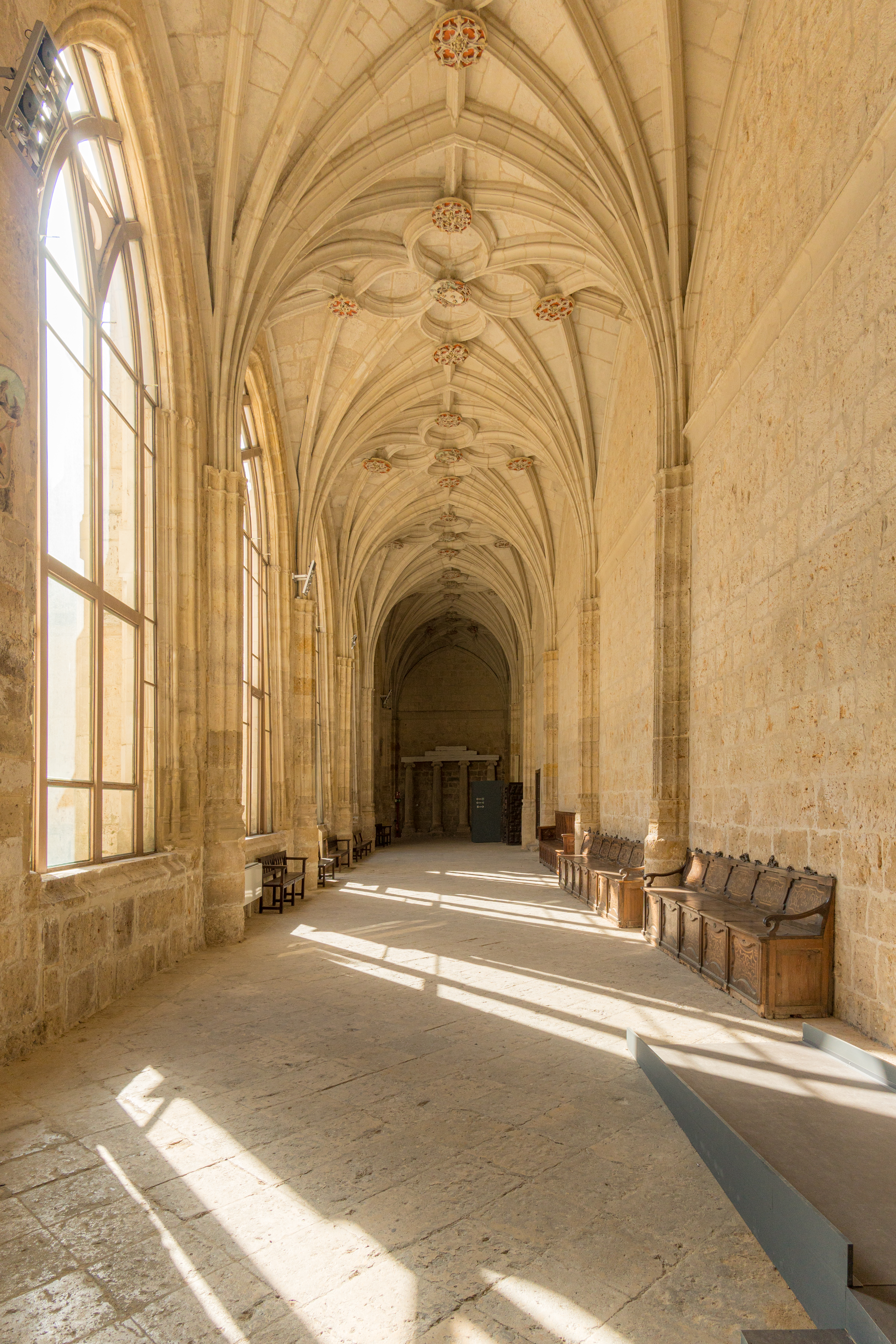
Galería norte del claustro

Se accede al claustro (n.º 25 en el plano), que ocupa prácticamente toda la pared lindante con la nave de la Epístola, a través de dos portadas. Una es un diseño tardogótico, siglo XV, con arco apuntado de arquivoltas decoradas por menuda hojarasca. En el tímpano aparece una Virgen en majestad, más antigua que la propia portada, del siglo XIII. La otra portada presenta una inusual forma en esviaje, en estilo renacentista, con decoración de grutescos. Las hojas del portón están talladas con escenas de la vida de san Antolín, por discípulos de Alonso Berruguete, señalándose el nombre de Manuel Álvarez como posible artífice.
Las obras del claustro se iniciaron hacia 1439, a expensas de los obispos fray Alonso de Burgos y Juan Rodríguez de Fonseca. En 1503-1505 dirigía las obras del claustro Juan Gil de Hontañón, quien lo remató hacia el año 1516.
Se trata de un espacio cuadrado, con cuatro crujías techadas por bóvedas de crucería de nervios combados, de sencillo esquema tardogótico. Los nervios apean en pilares fasciculados ligeramente resaltados del muro. Hacia el interior del patio se abren arcos apuntados que debieron llevar, como es usual en estos casos, tracerías y maineles que dejaban pasar la luz. Tales arcos fueron inexplicablemente tapiados en el siglo XVII, cerrando las galerías.
En una intervención reciente (años 1999-2000) se han vuelto a abrir los arcos ojivales dotándolos de tracerías de diseño moderno con resabios gotizantes. En varios de estos cierres se muestran las vidrieras originales del siglo XVI, obra del maestro vidriero Arnao de Flandes, que decoraron un ventanal de la nave central, una vez recuperadas y restauradas.
Adosada al claustro y de la misma época que éste, la Sala capitular (n.º 17 en el plano) es un espacio de dos tramos de altas bóvedas de crucería combadas, iluminada por tres ventanales. Consta que trabajó también aquí Juan Gil de Hontañón en la primera década del siglo XVI.

## Museo catedralicio

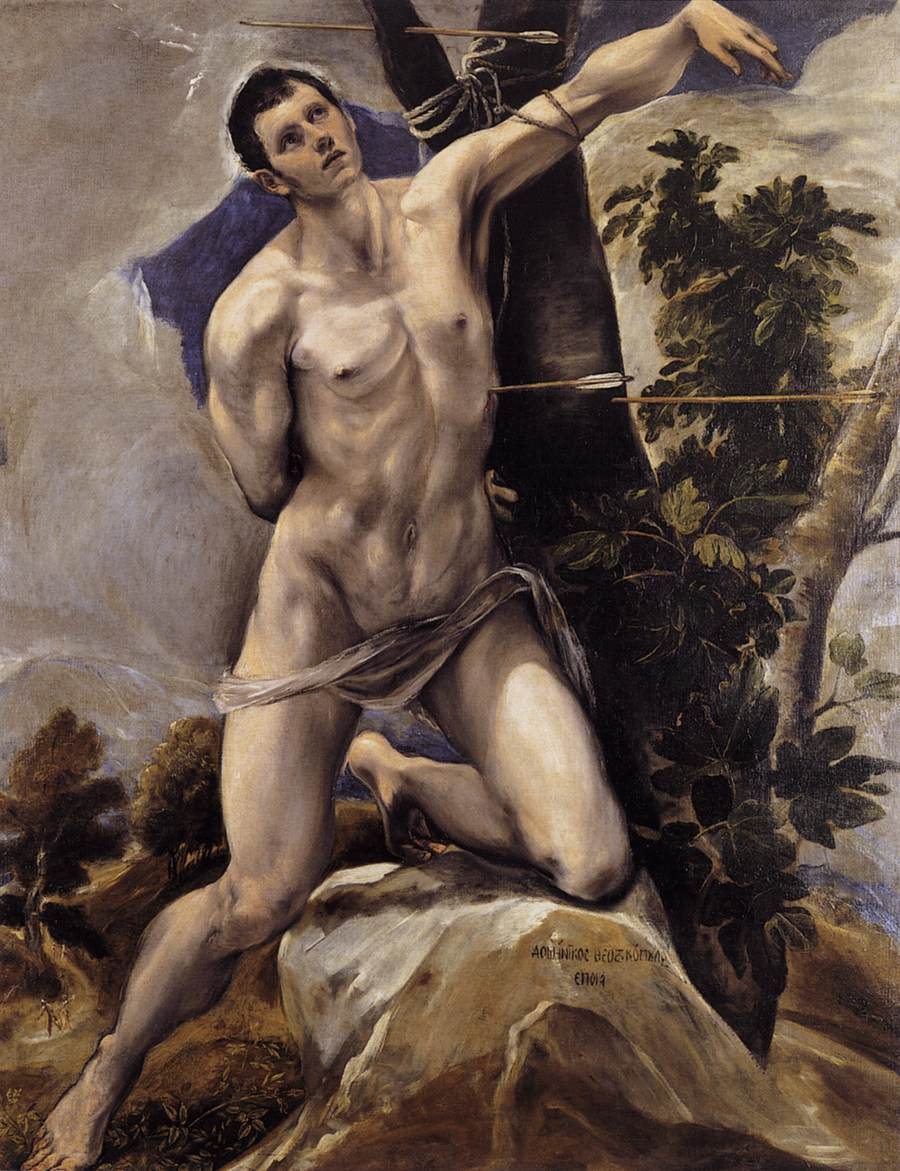
El martirio de san Sebastián, obra de El Greco

A diferencia de otras diócesis, que suelen unir el museo de la catedral al diocesano, en el caso de Palencia el Museo Diocesano se encuentra instalado en otro espacio, el antiguo Palacio del Obispo, de manera que aquí se conservan solamente obras procedentes de la propia catedral. Sus espacios se reparten entre el claustro, la Sala capitular y otras dependencias. Entre las numerosas piezas que se conservan, las más señeras son:
- Una píxide esmaltada, románica, del siglo XIII.
- Relieve del Descendimiento, obra de Felipe Bigarny, que lo esculpió para el retablo mayor, aunque nunca fue colocado.
- Díptico del Calvario y la Piedad, excelente pintura de Pedro Berruguete.
- Escultura de Santa Ana Triple, obra maestra de Alejo de Vahía, de hacia 1510.
- Cáliz renacentista, siglo XVI, en plata con esmaltes, obra de orfebres germánicos. Según la tradición, fue regalado por Carlos V a la catedral.
- Los desposorios de santa Catalina, gran cuadro de altar obra de Mateo Cerezo, siglo XVII, muy similar a uno conservado en el Museo del Prado del mismo tema y autor.
- Relicario de san Antolín, en plata, con la imagen del santo, obra del siglo XVIII.
- Custodia procesional en plata, renacentista, obra de Juan de Benavente, 1585.
- El Martirio de san Sebastián, obra firmada de El Greco, una de sus pinturas más destacadas, y sin duda la obra maestra de cuantas guarda la catedral.[35]

## Tapices de la catedral
La catedral alberga varias series de tapices del siglo XVI de gran calidad e importancia histórica. Algunos se hallan colocados en los muros de la capilla mayor. La mayoría fue donación del obispo Juan Rodríguez de Fonseca, con temas sobre el Antiguo y Nuevo Testamento y la Salve Regina. Otros pertenecieron al Doctor Arroyo, canónigo de Palencia y magistral de Valladolid. Proceden de los talleres de Bruselas y de los de Marche-Crétif, que era el tapicero de Francisco I de Francia.

## Servicios de la catedral
La catedral presta una serie de servicios tales como:
- Actos de difusión cultural: publicaciones, exposiciones y conciertos.
- Archivo catedralicio, a cargo de la catedral y a disposición de los interesados y estudiosos. Dirigido por Santiago Francia Lorenzo, académico de la Institución Tello Téllez de Meneses.
- Coro infantil.
- Coral o Capilla de cantores.
- Escuela-taller, cuyo cometido es la reparación y conservación del patrimonio del templo.
- Obrador litúrgico, que tiene a su cargo la conservación y reparación de ropas litúrgicas y ornamentos.
- Asociaciones varias, entre la que se encuentra la Escuela de acólitos.
- Otros servicios: guías, cuidadores, conserjes, organista y campanero.

## Otros datos

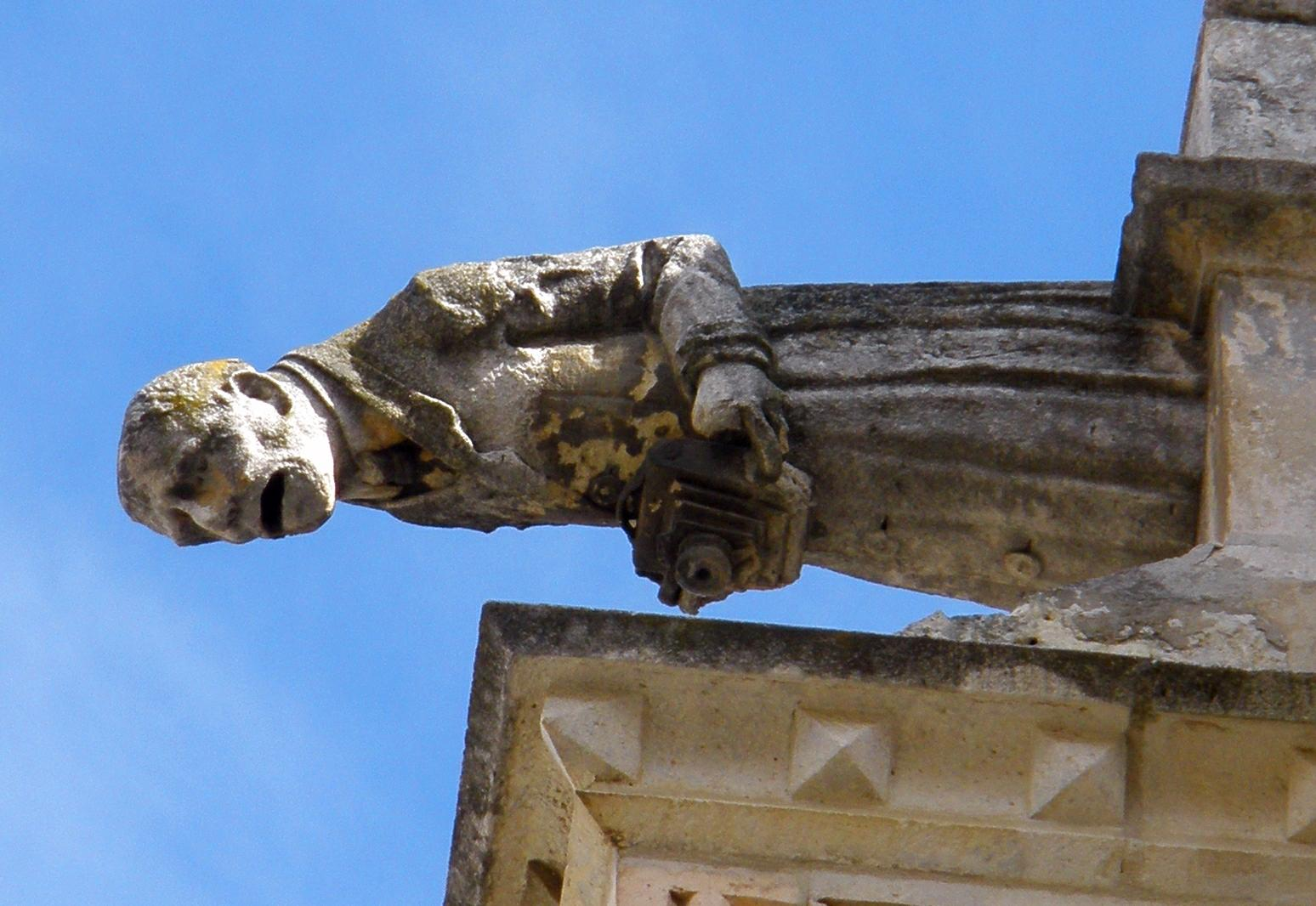
Gárgola del Fotógrafo

- En el exterior de la girola se puede encontrar una extraña gárgola: el Fotógrafo. Data del siglo XIX: Jerónimo Arroyo, el arquitecto palentino que se encargó de restaurar la catedral, decidió colocarla en honor a un conocido suyo que falleció realizando fotos en el tejado de la catedral. Al lado de esta gárgola se encuentra otra con la representación de la muerte de citado fotógrafo: un esqueleto.
- Sobre la tumba de Inés de Osorio, patrocinadora a su muerte de la finalización de la catedral, se encuentra un bulto yacente representándola, con su fiel criada a los pies; esta tiene una coleta que según cuenta la tradición concede el deseo que se pide a quien tire de ella, en especial a los estudiantes para tener una buena carrera.
- En el museo catedralicio hay un cuadro de Carlos I pintado según las reglas de la anamorfosis, cuyo rostro es imposible de apreciar a simple vista; para verlo bien hay que mirarlo desde un agujero practicado en el lateral del marco.[36]
- En 1388 se celebró en la catedral la boda entre los infantes Enrique III de Castilla y Catalina de Lancáster, posteriormente reyes de Castilla.[37] Existe una tradición que dice que una de las puertas de la catedral, llamada de los Novios se debe precisamente a este hecho histórico, suponiendo que fue la que utilizaron para acceder al templo.
- Durante el año 2021 se celebró el 700 aniversario de la catedral gótica, cuya primera piedra fue colocada el 1 de junio de 1321. Con este motivo, se celebró un extenso programa de conciertos, conferencias, actuaciones teatrales y otros actos, que culminaron con la apertura de la exposición conmemorativa "Renacer", teniendo como marco la propia catedral. Dicha exposición tuvo continuación durante todo el año 2022, con gran éxito de público.[38][39]
- La catedral recibe el sobrenombre de La bella desconocida y es, junto con el Cristo del Otero, el símbolo de la ciudad de Palencia.